# Révolution de Mai
La révolution de Mai (en espagnol Revolución de Mayo) est une série d'événements s’échelonnant sur une semaine, qui eurent lieu du 18 au 25 mai 1810 à Buenos Aires. Cette ville était alors la capitale de la vice-royauté du Río de la Plata, colonie faisant partie de l’Empire espagnol et comprenant le territoire des actuels États d’Argentine, de Bolivie, du Paraguay et de l’Uruguay. Lesdits événements, qui sont commémorés en Argentine sous le nom de Semaine de Mai (en esp. Semana de Mayo), conduisirent à l’éviction du dernier vice-roi Baltasar Hidalgo de Cisneros et à l’établissement, le 25 mai, d’un gouvernement local, appelé Première Junte (esp. Primera Junta).
La révolution de Mai était une conséquence directe de la guerre d’indépendance espagnole, qui s’était déroulée au cours des deux années précédentes. En 1808, le roi d’Espagne, Ferdinand VII, abdiqua en faveur de Napoléon Bonaparte, qui fit don du trône à son frère Joseph. Une Junte suprême centrale mena la résistance contre le gouvernement de Joseph et l’occupation française de l’Espagne, mais finit, après avoir subi une série de revers, par perdre la moitié nord du pays. Le 1er février 1810, les troupes françaises s’emparèrent de Séville et étendirent leur domination sur une majeure partie de l’Andalousie. La Junte suprême dut se replier sur Cadix et se dissoudre pour faire place au Conseil de Régence d'Espagne et des Indes. Par des journaux, en provenance d’Espagne et du reste de l’Europe, apportés par des navires britanniques, la nouvelle de ces événements parvint finalement à Buenos Aires le 18 mai.
Afin de préserver le statu quo politique, le vice-roi Cisneros tenta d’occulter cette nouvelle, mais un groupe d’avocats criollos et de hauts militaires réussit à obtenir que fût organisé le 22 mai un cabildo ouvert (esp. cabildo abierto), réunion extraordinaire des notables de la ville, en vue de décider de l’avenir de la vice-royauté. Les participants à cette réunion se refusèrent à reconnaître le Conseil de Régence espagnol et résolurent de constituer une junte destinée à gouverner à la place de Cisneros, attendu que le gouvernement qui l’avait nommé vice-roi avait cessé d’exister. Dans une tentative de perpétuer l'ordre social établi, c’est d’abord Cisneros lui-même qui fut désigné président de la junte par le Cabildo ; cependant, à la suite de la forte agitation que cette désignation provoqua parmi le peuple, Cisneros démissionna le 25 mai. La Première Junte nouvellement instituée invita d’autres villes de la vice-royauté à envoyer des délégués afin que ceux-ci se joignissent à la Junte de Buenos Aires ; cela eut cependant pour effet de déclencher une guerre entre les régions acceptant l'aboutissement des événements de Buenos Aires, et celles récusant cet aboutissement.
La révolution de Mai est considérée comme le point de départ de la guerre d’indépendance de l’Argentine, quoique aucune déclaration formelle d’indépendance n’eût été faite à ce moment-là, et que la Première Junte continuât de gouverner au nom du roi déposé Ferdinand VII. En outre, compte tenu que des événements semblables eurent lieu également dans nombre d’autres villes de l’Amérique du Sud espagnole lorsqu’y fut parvenue la nouvelle de la dissolution de la Junte suprême centrale, la révolution de Mai est considérée comme un des points de départ de toutes les guerres d'indépendance en Amérique du Sud. Les historiens discutent aujourd’hui sur le propos de savoir si les révolutionnaires étaient réellement loyaux envers la couronne d’Espagne ou si la déclaration de fidélité au roi n’était qu’un subterfuge nécessaire destiné à dissimuler le véritable objectif ― réaliser l’indépendance ― à une population non encore prête à accepter un changement aussi radical. Une déclaration formelle d’indépendance de l’Argentine ne fut finalement prononcée que lors du congrès de Tucumán le 9 juillet 1816.

## Causes

### Causes extérieures

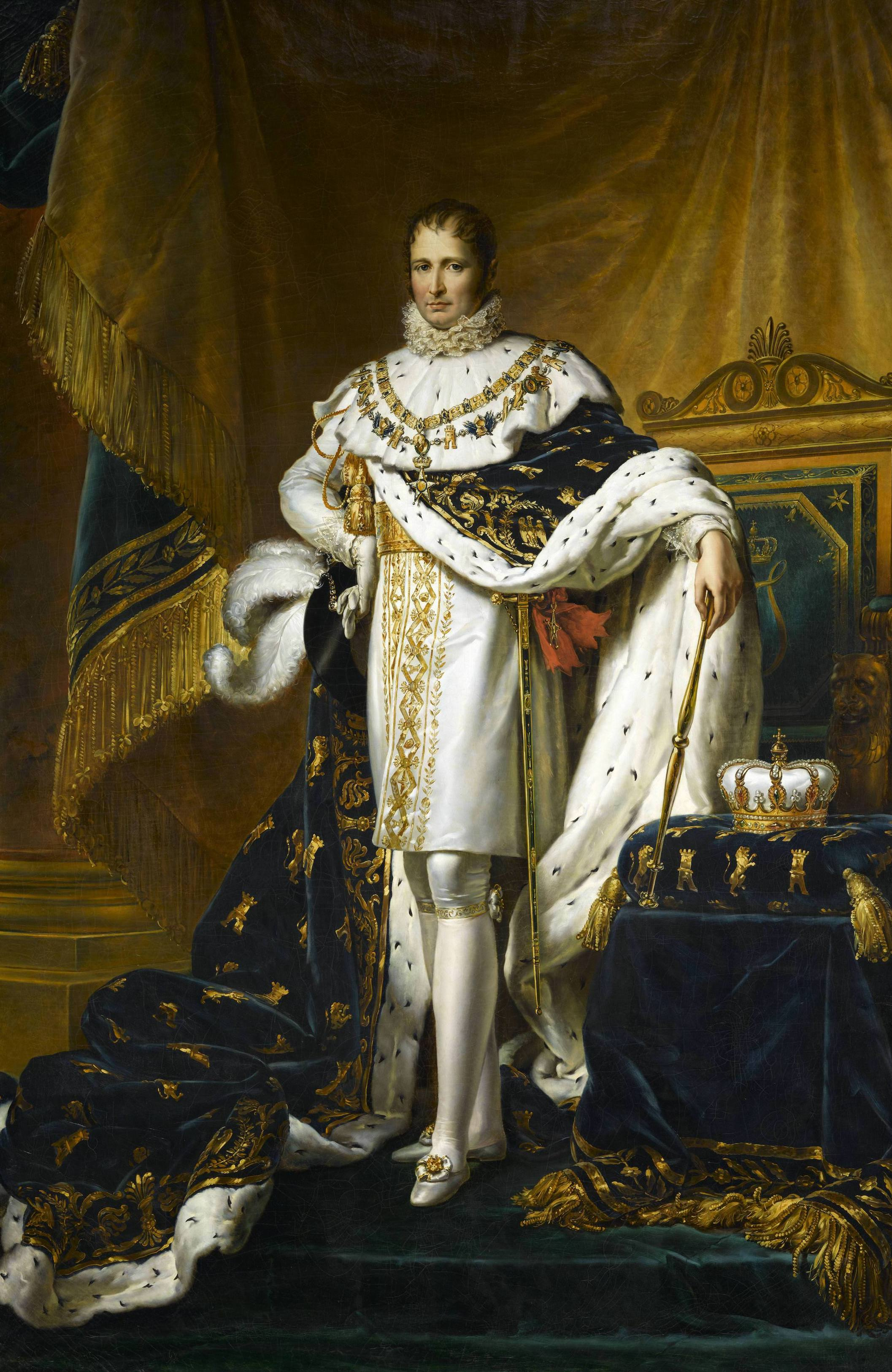
Le couronnement de Joseph Bonaparte eut pour effet de mettre en doute la légitimité de l’autorité vice-royale.

Après que les États-Unis eurent en 1776 proclamé leur indépendance d’avec la Grande-Bretagne, les criollos à leur tour étaient portés à penser qu'une révolution pour obtenir l’indépendance vis-à-vis de l’Espagne était un objectif réalisable. De 1775 à 1783 en effet, les Treize colonies déclenchèrent la Révolution américaine, puis menèrent une guerre d’indépendance contre leur puissance de tutelle. De plus, le fait que l’Espagne fut venue en aide aux colonies nord-américaines dans leur lutte contre la Grande-Bretagne avait mis à mal l’argument selon lequel mettre fin à l’allégeance à la métropole devait être considéré comme un crime.
D’autre part, les idéaux de la Révolution française de 1789 s’étaient, par le processus dit de la Révolution atlantique, propagés au-delà de l’Atlantique. La Révolution française mit un terme à des siècles de monarchie et aboutit au renversement, puis à l’exécution du roi Louis XVI et de la reine Marie-Antoinette, et à la suppression des privilèges de la noblesse. La mise en cause du concept de monarchie de droit divin, par l’effet conjugué des idées de la Révolution française, en particulier la Déclaration des droits de l’homme et du citoyen, de certaine phrase de la déclaration d’indépendance américaine, affirmant que tous les hommes ont été créés égaux, et même de certaines prises de position de l’Église espagnole, permit l’instauration d’un régime républicain en France et aux États-Unis en lieu et place des monarchies, et aussi l’avènement de monarchies constitutionnelles, comme en Grande-Bretagne.

La déclaration d'indépendance des États-Unis suscita des mouvements similaires dans les colonies espagnoles d’Amérique du Sud.

Cependant, la diffusion de telles idées était interdite dans les territoires espagnols, de même que la mise en vente et la détention non autorisée des livres qui les exposaient. Ces proscriptions furent édictées après que l'Espagne eut déclaré la guerre à la France à la suite de l’exécution de Louis XVI, et maintenues ensuite nonobstant le traité de paix de 1796. Tous les efforts pour les garder à distance ne purent empêcher les nouvelles des événements de 1789 et les publications révolutionnaires de se répandre en Espagne. De nombreux criollos de l’époque des Lumières firent connaissance avec les ouvrages d’auteurs critiques lors de leurs études universitaires, que ce soit en Europe ou à l’université de Chuquisaca dans le Haut-Pérou. Des livres en provenance des États-Unis parvenaient dans les colonies espagnoles par Caracas, en raison de la proximité de cette ville avec les États-Unis et les Indes occidentales anglaises.
La révolution industrielle, engagée d’abord en Grande-Bretagne, rendue possible par l’utilisation des chemins de fer et de la machine à vapeur, entraîna une augmentation spectaculaire des capacités de production britanniques et détermina le besoin de nouveaux marchés pour écouler les produits. La tâche de trouver des débouchés était devenue particulièrement difficile en raison des guerres napoléoniennes, où s’affrontaient la France et la Grande-Bretagne, et en particulier du blocus continental, imposé par Napoléon, qui interdisait à la Grande-Bretagne d'avoir des échanges commerciaux avec aucun pays européen. La Grande-Bretagne avait donc besoin de pouvoir commercer avec les colonies espagnoles, mais en était empêché par l'obligation qu’avaient ces colonies de ne commercer qu’avec leur métropole. Pour atteindre leurs objectifs économiques, la Grande-Bretagne entreprit initialement d’envahir militairement le Río de la Plata aux fins de conquérir les villes-clef de l’Amérique espagnole. Après l’échec de cette tentative, les Britanniques choisirent de miser sur les volontés hispano-américaines d’émancipation vis-à-vis de l’Espagne.
Le soulèvement d'Aranjuez (1808) conduisit à l’abdication du roi d’Espagne Charles IV en faveur de son fils Ferdinand VII. Charles IV sollicita Napoléon de le restaurer sur le trône, mais, au lieu de cela, Napoléon couronna son propre frère Joseph Bonaparte comme le nouveau roi d’Espagne, événement connu sous le nom d’abdication de Bayonne. Le couronnement de Joseph, rencontrant une forte résistance en Espagne, déclencha la guerre d’indépendance espagnole, tandis que la Junte de Séville prit le pouvoir au nom du roi absent. L’Espagne, qui jusque-là avait été une alliée sûre de la France contre la Grande-Bretagne, fit à présent alliance avec la Grande-Bretagne contre la France. La Junte de Séville néanmoins fut finalement vaincue, et remplacée par un Conseil de Régence siégeant à Cadix.

### Causes intérieures

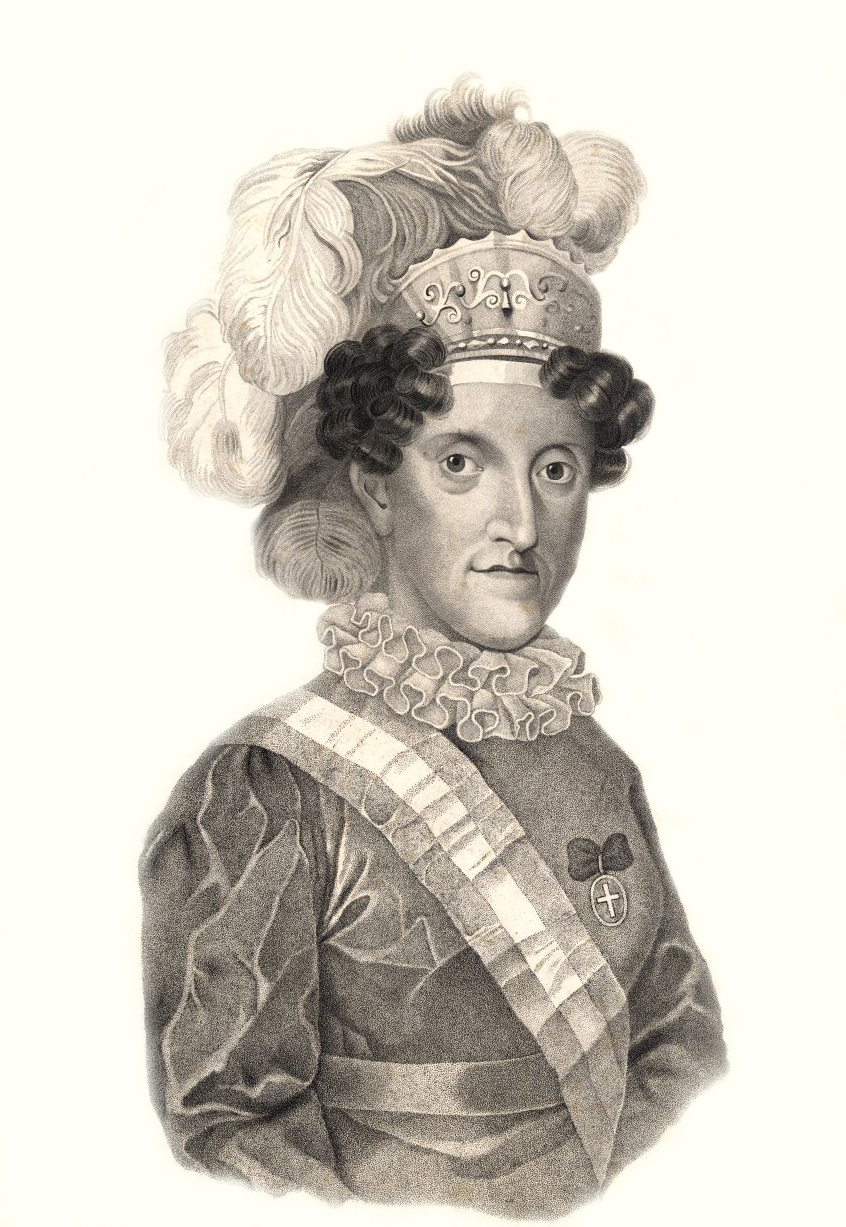
Le couronnement de l’infante Charlotte Joachime fut envisagé pendant un temps comme solution de rechange à la révolution.

L’Espagne interdisait à ses possessions américaines de commercer avec d’autres pays ou avec des colonies étrangères, et s’imposait elle-même comme seul pays acheteur et fournisseur pour les échanges internationaux. Cette situation était préjudiciable à la Vice-royauté, attendu que l’économie espagnole n’avait pas la capacité d’absorber toutes les marchandises provenant des colonies, et provoquait des pénuries économiques et la récession. Les voies commerciales espagnoles privilégiaient les ports de Mexico et de Lima, au détriment de Buenos Aires ; cette politique de la métropole s’explique par la présence de la piraterie, qui obligeait à faire accompagner d’une forte escorte militaire les navires de commerce, et par le fait que Buenos Aires en contrepartie ne détenait pas de ressources en or ou argent, ni ne disposait de populations indigènes établies desquelles obtenir des matières premières ou susceptibles d’être soumises au système de l’encomienda, ce qui rendait les convois de navires à destination de Buenos Aires beaucoup moins rentables que ceux à destination de Mexico ou Lima. Il en résulta que la ville se fournissait par la contrebande en produits qu’on ne pouvait obtenir légalement. Cette activité contrebandière, laquelle était, quoique illégale, tolérée comme un moindre mal par la plupart des autorités locales, égalait à l’occasion en volume le commerce légal avec l’Espagne. Deux factions antagonistes se faisaient face : les hacendados, propriétaires de haciendas (grands domaines agricoles), souhaitaient le libre-échange afin de pouvoir vendre leurs productions outre-mer, alors que les marchands, qui, à l’inverse, profitaient du prix élevé des produits importés en contrebande, s’opposaient au libre-échange, de peur de voir les prix baisser.
La monarchie espagnole nommait ses propres candidats à la plupart des fonctions politiques de la Vice-royauté, généralement en donnant la préférence à des Espagnols d’Europe. Dans la plupart des cas, les personnes ainsi désignées n’avaient qu’une faible connaissance des questions locales ou s’y montraient peu intéressées. Il en résulta une rivalité croissante entre criollos, gens de souche européenne mais nés en Amérique, et péninsulaires, Espagnols nés en Europe. La plupart des criollos estimaient que les péninsulaires bénéficiaient d’avantages immérités et d’un traitement préférentiel en politique et dans la société. Le bas clergé avait un sentiment semblable à l’endroit des échelons supérieurs de la hiérarchie religieuse. Les événements, certes, se succédaient à un rythme plus lent que dans le mouvement indépendantiste aux États-Unis. Cela s’explique en partie par le fait que la totalité du système scolaire en Amérique espagnole était encore aux mains du clergé ; aussi la population tendait-elle à avoir les mêmes idées conservatrices et à suivre les mêmes coutumes que celles en vigueur en Espagne.
Buenos Aires et Montevideo réussirent par deux fois à résister victorieusement à une invasion britannique du Río de la Plata. En 1806, un petit corps d’armée britannique, commandé par William Carr Beresford, s’empara de Buenos Aires pour une brève période ; la ville fut libérée par l’armée montévidéenne sous le commandement de Jacques de Liniers. L’année suivante, un corps d’armée plus important s’empara à nouveau de Montevideo, mais fut submergé par les forces de Buenos Aires et dut capituler et restituer Montevideo à la vice-royauté. Aucun secours ne vint d’Espagne lors de ces deux invasions. Les préparatifs de défense précédant la deuxième invasion comportaient aussi la formation de milices criollos, nonobstant leur interdiction. L’armée criollo la plus importante était le premier régiment d’infanterie, ou régiment de Patriciens (esp. Regimiento de Patricios), commandé par Cornelio Saavedra. Ces faits donnèrent aux criollos un pouvoir militaire et une influence politique qu’ils n’avaient pas auparavant ; en outre, la victoire ayant été obtenue sans aucune aide de l’Espagne, la confiance des criollos dans leurs capacités d’indépendance en sortit grandie.
En 1808, la famille royale portugaise, ayant échappé à l’invasion du Portugal par Bonaparte, quitta l’Europe pour s’établir au Brésil. Charlotte Joachime, sœur de Ferdinand VII, était l’épouse d’un prince portugais. Comme elle avait pu ainsi se soustraire à la capture de la famille royale espagnole, elle tenta de prendre la tête, en tant que régente, des vice-royautés espagnoles. Ce projet politique, connu sous le nom de charlottisme, fut conçu dans le but d’empêcher une invasion des Amériques par les Français. Une petite société secrète, composée de politiciens criollos tels que Manuel Belgrano et Juan José Castelli, et de militaires comme Antonio Beruti et Hipólito Vieytes, soutenait ce projet. Ils y voyaient la possibilité de créer un gouvernement local appelé à remplacer la tutelle européenne, c'est-à-dire de franchir un premier pas potentiel en direction d’une déclaration d’indépendance. S’opposaient au projet le vice-roi Liniers, la plupart des péninsulaires, et des criollos comme Mariano Moreno, Juan José Paso, et Cornelio Saavedra, qui soupçonnaient que ce projet cachât des ambitions expansionnistes portugaises dans la région. Charlotte Joachime elle-même rejeta finalement le projet, car les porteurs de celui-ci se proposaient de la mettre à la tête d’une monarchie constitutionnelle, alors qu'elle entendait régner sous un régime de monarchie absolue ; elle dénonça au vice-roi les motivations révolutionnaires contenues dans les lettres d’appui qui lui avaient été envoyées. Sans autre appui important, les prétentions de Charlotte s’évanouirent, même si, après la révolution encore, certains maintinrent l’idée de son couronnement comme stratégie dilatoire. Mais déjà, l’infante elle-même désapprouvait totalement le tour qu’avaient pris les événements. Dans une lettre à José Manuel Goyeneche, elle écrivit :

« Dans ces circonstances, je crois de mon devoir de te requérir et de te charger d’employer tous tes efforts à aller dès que possible à Buenos Aires ; et finis-en une fois pour toutes avec ces perfides révolutionnaires, avec les mêmes exécutions que tu as pratiquées dans la ville de La Paz. »

La Grande-Bretagne, solidement ancrée dans l’Empire portugais, s’opposait également au projet : elle voulait empêcher que l’Espagne n'éclatât en une multitude de royaumes, et jugeait Charlotte Joachime incapable de faire barrage aux séparatismes.

## Prélude
En 1810, les opinions divergentes des différents secteurs de la société quant à la voie à suivre dans la vice-royauté tendaient à se rejoindre dans une attitude expectative. Une situation analogue s’était produite un siècle auparavant, lors de la guerre de Succession d’Espagne opposant les Habsbourg et les Bourbons, lorsque, pendant quinze ans, les colonies espagnoles ne surent pas qui reconnaître comme leur légitime souverain. À cette occasion, dès que Philippe V se fut installé sur le trône d’Espagne, les fonctionnaires des colonies le reconnurent, et tout reprit son cours normal. Il est probable qu’en 1810, beaucoup, en particulier parmi les Espagnols, croyaient qu’il suffirait de constituer une junte de gouvernement, puis attendre que la normalité revînt en Espagne.

### Le gouvernement de Liniers

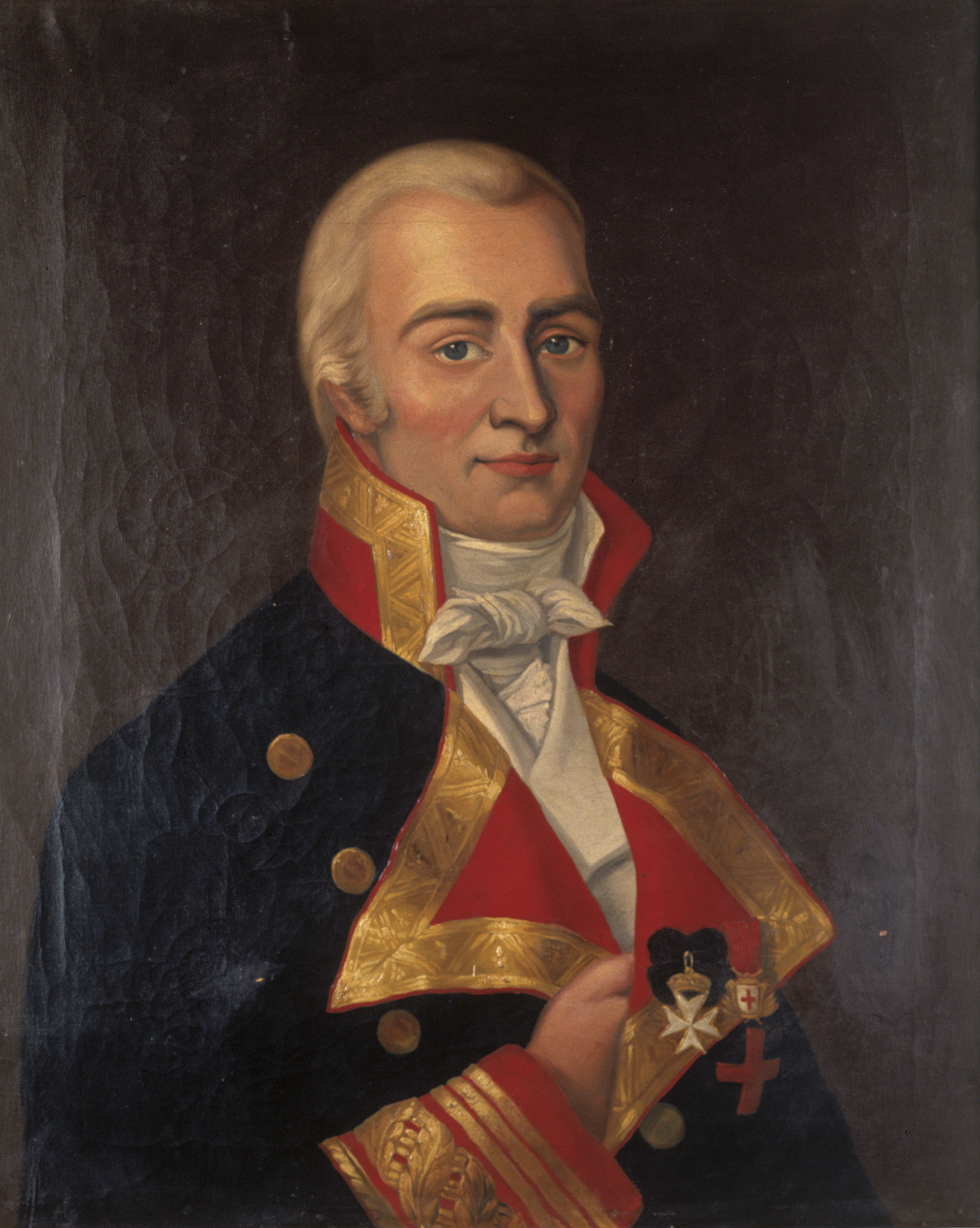
Jacques de Liniers régna en tant que vice-roi de 1807 à 1809.

Buenos Aires une fois reconquise après les invasions britanniques du Río de la Plata en 1806, la population ne pouvait accepter que Rafael de Sobremonte, à qui elle reprochait de s’être enfui à Córdoba avec le trésor public alors que la bataille faisait encore rage, fût maintenu vice-roi. Il existait certes une loi, promulguée par Pedro de Cevallos, requérant que le trésor fût placé en lieu sûr en cas d’attaque étrangère, néanmoins Sobremonte était perçu comme un poltron par la population,. La Real Audiencia de Buenos Aires ne lui permit pas de retourner à Buenos Aires et nomma Santiago de Liniers, acclamé comme un héros populaire, vice-roi par intérim. C’était là, fait sans précédent, la première fois qu’un vice-roi espagnol était destitué par un organe de gouvernement local, et non par le roi d’Espagne lui-même. Cette nomination fut néanmoins ratifiée ultérieurement par le roi Charles IV. Liniers entreprit d’armer l’ensemble de la population de Buenos Aires, y compris les criollos et les esclaves, et sut refouler une deuxième tentative britannique d’invasion en 1807.
Le gouvernement de Liniers avait la faveur des criollos, mais non des péninsulaires, tels que le négociant Martín de Álzaga ou le gouverneur de Montevideo, Francisco Javier de Elío. Ce dernier requit des autorités espagnoles de désigner un nouveau vice-roi ; à la suite de l’éclatement de la guerre d’indépendance espagnole, il mit sur pied à Montevideo une junte chargée de passer au crible tous les ordres en provenance de Buenos Aires, et qui se réservait le droit d’ignorer ces ordres, sans toutefois nier ouvertement l’autorité du vice-roi ou déclarer Montevideo indépendant.
Martín de Álzaga lança une rébellion, dite Asonada de Álzaga, afin d’écarter Liniers. Le premier janvier 1809, un cabildo ouvert ― réunion extraordinaire de citoyens tenue dans le cabildo (conseil municipal) local ― présidé par Álzaga, exigea la démission de Liniers et nomma une junte au nom de Ferdinand VII ; la milice espagnole et un groupe de gens convoqués par le conseil s'étaient rassemblés pour appuyer la rébellion. Certains criollos, en particulier Mariano Moreno, soutinrent la mutinerie, y voyant un moyen de réaliser l'indépendance, mais ils étaient en petit nombre. D’autres soupçonnaient Álzaga de vouloir écarter le vice-roi afin de se soustraire à son autorité politique, tout en se proposant de maintenir inchangées les disparités sociales entre criollos et péninsulaires. L’émeute fut promptement brisée après que les milices criollos menées par Cornelio Saavedra eurent cerné la place et dispersé les insurgés. La mutinerie ratée eut pour résultat que les milices rebelles, c'est-à-dire toutes les milices péninsulaires, furent désarmées, et que le pouvoir des criollos fut corrélativement augmenté. La rivalité entre criollos et péninsulaires s’exacerba. Les meneurs du complot, à l’exception de Moreno, furent envoyés en exil à Carmen de Patagones. Javier de Elío les en libéra et leur accorda l’asile politique à Montevideo.

### Le gouvernement de Cisneros

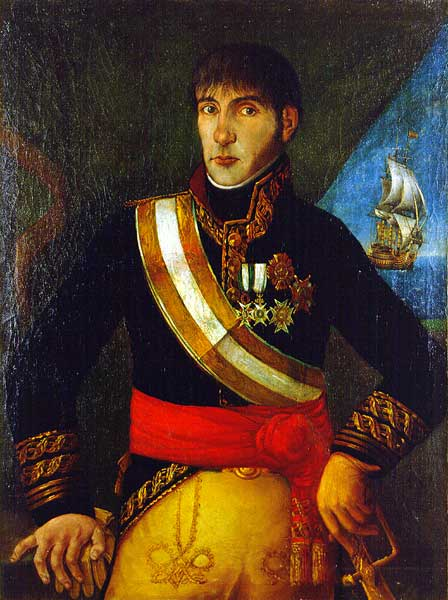
Baltasar Hidalgo de Cisneros, dernier vice-roi ayant gouverné à Buenos Aires.

La Junte de Séville remplaça Liniers par l’officier de marine Baltasar Hidalgo de Cisneros, ancien combattant de la bataille de Trafalgar, pour mettre fin à l’agitation politique dans le Río de la Plata. Il arriva à Montevideo en juin 1809 pour la passation de pouvoir. Manuel Belgrano proposa que Liniers résistât, au motif qu’il avait été confirmé dans le rôle de vice-roi par l’autorité du roi d’Espagne, alors qu’une telle légitimité faisait défaut à Cisneros. Quoique les milices criollos fussent disposées à soutenir Liniers contre Cisneros, Liniers remit sans résistance le pouvoir entre les mains de Cisneros. Javier de Elío accepta l’autorité du nouveau vice-roi et décida de dissoudre la Junte de Montevideo. Cisneros réarma les milices péninsulaires démantelées, et gracia les partis responsables de la mutinerie. Álzaga en revanche ne fut pas libéré, mais sa sentence commuée en assignation à résidence.
Dans le Haut-Pérou, les événements d’Espagne faisaient également l'objet de préoccupations et la légitimité des autorités locales y était aussi mise en cause. Le 25 mai 1809, à la suite d'une révolution à Chuquisaca, le gouverneur Ramón García de León y Pizarro (es) fut déposé et remplacé par Juan Antonio Álvarez de Arenales. Le 16 juillet, dans la ville de La Paz, un deuxième mouvement révolutionnaire, dirigé par le colonel Pedro Domingo Murillo, démit le gouverneur et élut une junte, la dénommée Junta Tuitiva de los Derechos del Pueblo (litt. Junte Gardienne des Droits du Peuple). Une réaction vive des autorités espagnoles permit de défaire ces rébellions. Une armée de 1 000 hommes envoyée de Buenos Aires ne rencontra aucune résistance à Chuquisaca, s’empara de la ville, et destitua la Junte. Murillo tenta de défendre La Paz, mais ses 800 hommes étaient complètement surpassés en nombre par les plus de 5 000 hommes envoyés de Lima. Il fut décapité par la suite, en même temps que d’autres meneurs, et leurs têtes furent exhibées en guise de dissuasion. Ces mesures contrastaient fortement avec la grâce dont avaient bénéficié Martín de Álzaga et d’autres après une brève période d’emprisonnement, ce qui eut pour effet d’exacerber encore le ressentiment des criollos envers les péninsulaires.
Juan José Castelli assistait aux délibérations à l’université Saint-François-Xavier, au moment où Bernardo de Monteagudo conçut le Syllogisme de Chuquisaca, qui servit de justification légale à l’autonomie, et qu’il formula ainsi : « Doit-on suivre le destin de l’Espagne ou résister en Amérique ? Les Indes sont une possession personnelle du roi d’Espagne ; le roi est empêché de régner ; en conséquence, les Indes doivent se gouverner elles-mêmes. » Ce raisonnement détermina l’attitude adoptée par Castelli lors de la Semaine de Mai.
Le 25 novembre 1809, Cisneros institua la Cour de Surveillance politique (Juzgado de Vigilancia Política), chargée de poursuivre les francisés (afrancesados) et les indépendantistes. Cependant, il rejeta la proposition de l’économe José María Romero de bannir un certain nombre de personnes considérées dangereuses pour le régime espagnol, comme Saavedra, Paso, Chiclana, Vieytes, Balcarce, Castelli, Larrea, Guido, Viamonte, Moreno et Sáenz. Il mit en garde de ne pas propager de nouvelles pouvant être considérées comme subversives.
Les criollos étaient conscients que n’importe quel prétexte pouvait suffire à provoquer l’éclatement d’une révolution. En avril 1810, Cornelio Saavedra prononça sa célèbre phrase devant ses amis : « Ce n’est pas l’heure encore, laissez le temps aux figues de mûrir, et alors nous les mangerons », signifiant par là qu’il n’appuierait aucune action irréfléchie contre le vice-roi, mais qu’il attendait quelque moment stratégiquement favorable, tel qu’un avantage décisif remporté par les forces napoléoniennes dans leur guerre contre l'Espagne.

## Déroulement de la Semaine de Mai

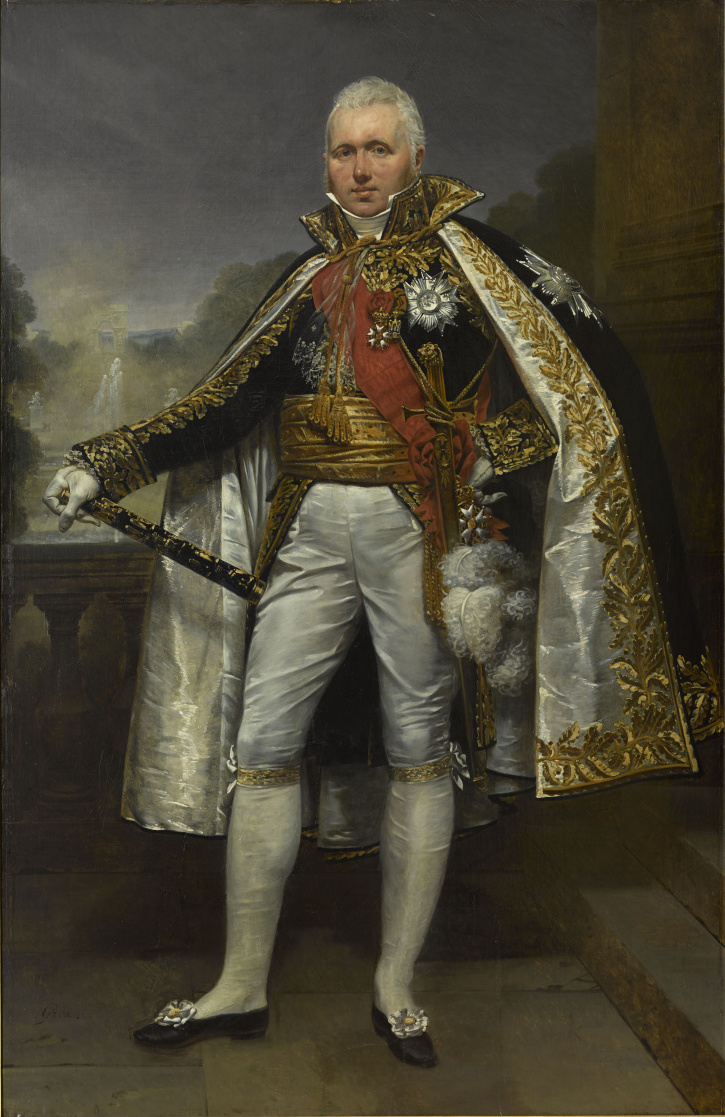
Claude Victor-Perrin, commandant des troupes françaises qui prirent Séville lors de la guerre d'indépendance espagnole.

Les historiens définissent la Semaine de Mai comme l’intervalle de temps situé entre la confirmation de la chute de la Junte de Séville le 18 mai, et la destitution de Cisneros et l’instauration de la Première Junte le 25 mai.
Le 14 mai 1810, la goélette de guerre britannique HMS Mistletoe, en provenance de Gibraltar, aborda à Buenos Aires, porteuse de journaux européens rapportant la dissolution de la Junte de Séville au mois de janvier précédent. La ville de Séville avait été envahie par les troupes françaises, qui occupaient déjà une majeure partie de la péninsule Ibérique. Après que le roi Ferdinand VII eut été déposé par les abdications dites de Bayonne, la Junte était l’un des derniers bastions du pouvoir de la couronne espagnole. Le 17, des nouvelles concordantes venues de Montevideo, apportées le 13 par la frégate britannique HMS John Paris, parvinrent à Buenos Aires ; s’y ajoutait l’information que quelques-uns des anciens membres de la Junte s’étaient réfugiés sur l’île de León à Cadix, pour y établir une Junte. Un Conseil de régence d’Espagne et des Indes fut constitué, mais aucun des deux vaisseaux ne transmit cette nouvelle. Au contraire de la Junte de Séville, perçue comme réceptive aux idées nouvelles, le Conseil de Régence de Cadix ne fut pas considéré comme le prolongement de la résistance espagnole, mais comme une tentative de restaurer l’absolutisme en Espagne. Les patriotes sud-américains craignaient autant une restauration absolutiste qu’une victoire française complète dans la péninsule Ibérique. Cisneros tenta d’occulter les nouvelles en contrôlant les vaisseaux britanniques et en faisant saisir tout journal qui arrivait, mais un exemplaire parvint néanmoins entre les mains de Manuel Belgrano et de son cousin Juan José Castelli. Ils répandirent la nouvelle chez les autres patriotes et mirent en cause la légitimité du vice-roi, celui-ci ayant été nommé par la Junte déchue.
La nouvelle parvint également aux oreilles de Cornelio Saavedra, commandant du régiment de Patriciens. Saavedra, qui, à des occasions antérieures, avait déconseillé de prendre des mesures à l’encontre du vice-roi, et considérait que du point de vue stratégique, le moment idéal pour mettre en œuvre le projet révolutionnaire serait l'instant où les forces napoléoniennes auraient obtenu un avantage décisif dans leur guerre contre l’Espagne, conclut à présent que l’heure idéale était venue de tenter des actions contre Cisneros. Martín Rodríguez proposa de renverser le vice-roi par la force, mais Castelli et Saavedra rejetèrent cette idée et proposèrent la tenue d’un cabildo ouvert.

### Vendredi 18 mai et samedi 19 mai
Quelque effort qu’eût fait le vice-roi Cisneros pour occulter la nouvelle de la défaite espagnole, la rumeur s’était propagée à travers tout Buenos Aires. La population était inquiète, une grande activité régnait dans les casernes et sur la Plaza, et la plupart des magasins avaient fermé leurs portes. Le Café des Catalans (Café de los Catalanes) et la Fonda de Naciones, lieux de réunion habituels des criollos, devinrent des enceintes de discussions politiques et les lieux de proclamations radicales ; Francisco José Planes y clama que Cisneros devait être pendu sur la Plaza Mayor en représailles de l’exécution des chefs de l’infortunée révolution de La Paz. Ceux qui avaient sympathisé avec le gouvernement absolutiste furent houspillés, mais les bagarres furent de peu de conséquence, car nul n'était autorisé à se saisir des fusils ou des sabres dans les casernes.
Le vice-roi, à l’effet d'apaiser les criollos, donna sa propre version des événements par la voie d’une proclamation. Bien que connaissant la nouvelle, il se borna à relever que la situation dans la péninsule Ibérique était délicate, sans confirmer la chute de la Junte. Requérant de faire allégeance au roi Ferdinand VII, il proposa de créer un corps de gouvernement qui dirigerait au nom de Ferdinand VII, conjointement avec le vice-roi du Pérou José Fernando de Abascal y Sousa, le gouverneur de Potosí Francisco de Paula Sanz et le président de l’Audiencia royale de Charcas Vicente Nieto. La proclamation comportait le passage suivant : « En Amérique espagnole, le trône des Rois catholiques se maintiendra, eût-il succombé dans la péninsule. (...) L’autorité supérieure ne prendra une quelconque décision qui n'ait été préalablement convenue conjointement avec toutes les représentations de la capitale, auxquelles se seront jointes postérieurement celles des provinces de son ressort, pendant qu’entre-temps s'établisse, en accord avec les autres vice-royautés, une représentation de la souveraineté du seigneur Ferdinand VII ».
Sur ces entrefaites cependant, l’agitation populaire ne cessait de croître. Ne se laissant pas berner par le communiqué du vice-roi, quelques criollos tenaient au domicile de Nicolás Rodríguez Peña et d’Hipólito Vieytes des réunions secrètes, où ils désignèrent une commission représentative, composée de Juan José Castelli et de Martín Rodríguez, à l’effet de requérir que Cisneros convînt d’un cabildo ouvert pour décider de l’avenir de la vice-royauté.
Dans la nuit du 19 mai, les discussions se poursuivaient au domicile de Rodríguez Peña. Saavedra, appelé par Viamonte, rejoignit la réunion. Il y avait des chefs militaires, tels que Rodríguez, Ocampo, Balcarce et Díaz Vélez ; et des chefs civils, comme Castelli, Vieytes, Alberti et Paso. Ils convinrent que Belgrano et Saavedra se mettraient en rapport avec l’alcade Juan José de Lezica, et Castelli avec le procureur Julián de Leiva, pour solliciter leur appui. Ils réclameraient que le vice-roi permît la tenue d’un cabildo ouvert, à défaut de quoi, ajoutèrent-ils, le peuple et les troupes criollos marcheraient sur la Plaza Mayor, pour forcer par tous les moyens utiles le vice-roi à démissionner, et le remplacer ensuite par un gouvernement de patriotes. Saavedra fit à Lezica la remarque que lui-même (Saavedra) était soupçonné d’être un traître potentiel pour avoir prôné à plusieurs reprises de procéder par démarches prudentes et mesurées ― remarque destinée en réalité à presser Lezica à mettre en branle le système légal pour permettre au peuple de s’exprimer, sous peine de risquer une rébellion de grande ampleur. Lezica demanda de la patience et du temps pour convaincre le vice-roi, et pria de réserver en ultime recours la tenue d’une manifestation massive, argumentant que si le vice-roi était déposé de cette manière, cela équivaudrait à une rébellion, et transformerait les révolutionnaires en criminels. Manuel Belgrano fixa le lundi prochain comme dernier délai pour agréer le cabildo ouvert ; ensuite il passerait à l’action directe. Ultérieurement, au cours de la Révolution, Leiva devait intervenir comme médiateur, agissant à la fois comme confident de Cisneros et comme négociateur de confiance pour les révolutionnaires plus modérés.

### Dimanche 20 mai

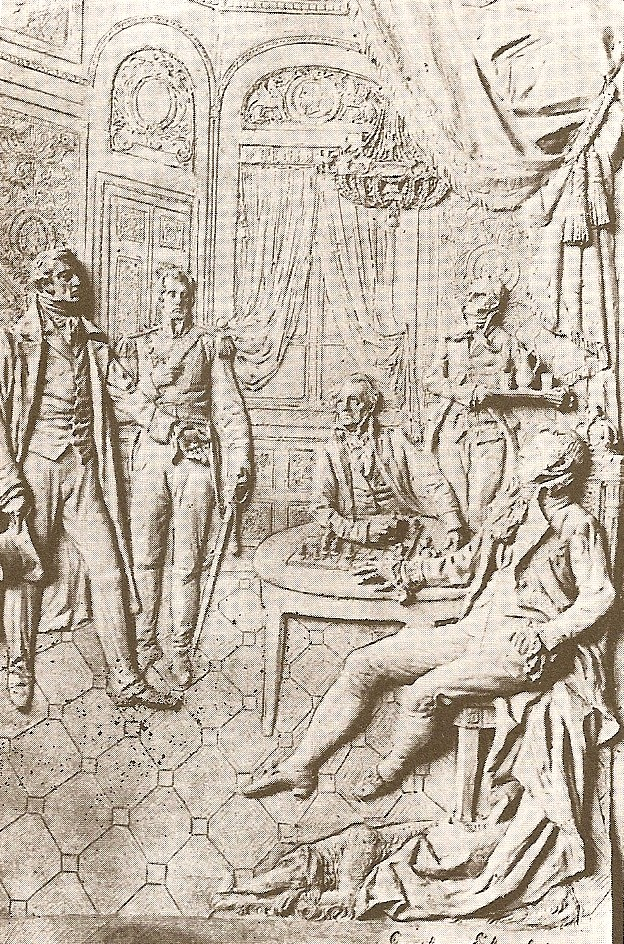
Juan José Castelli sollicitant un cabildo ouvert auprès de Baltasar Hidalgo de Cisneros.

Lezica ayant fait part à Cisneros de la requête, le vice-roi consulta Julián de Leyva, qui se déclara favorable à la tenue d’un cabildo ouvert. Avant de prendre sa décision, le vice-roi ordonna aux chefs militaires de se rendre au fort à sept heures du soir. Des rumeurs se répandirent selon lesquelles il s’agissait d’un guet-apens destiné à les capturer et à se rendre maître des casernes. Pour prévenir ce risque, les chefs militaires prirent d’abord le commandement des grenadiers qui gardaient le fort et s’assurèrent les clefs de tous les accès de celui-ci pendant l’audience chez le vice-roi. Après que Cisneros leur eut, selon ce qu’il rapporta lui-même dans ses Mémoires, rappelé les serments de fidélité répétés par lesquels ils s’étaient engagés à défendre l’autorité et à maintenir l’ordre public, qu’il les eut exhortés de mettre en pratique leur fidélité à Sa Majesté et à la patrie, et qu’il eut à cet effet réclamé des renforts militaires, le colonel Cornelio Saavedra, chef du régiment de Patriciens, répliqua, au nom de tous les régiments créoles, en comparant la situation internationale actuelle avec celle prévalant au moment de la mutinerie d’Álzaga, un an auparavant, et en soulignant que l'Espagne était à présent presque totalement sous la domination napoléonienne ; il remarqua que les provinces espagnoles non encore vaincues étaient très exiguës en comparaison des Amériques et rejeta les prétentions de souveraineté de celles-là sur celles-ci. Il conclut que les armées locales ne souhaitaient pas suivre le destin de l’Espagne, mais au contraire suivre leur propre voie. Enfin, il fit observer que la Junte de Séville, qui avait nommé vice-roi Cisneros, avait cessé d’exister, en raison de quoi il déniait à Cisneros toute légitimité comme vice-roi, et refusait de lui apporter la protection des troupes sous son commandement.
À minuit, au domicile de Rodríguez Peña, eut lieu une réunion où les dirigeants discutaient des événements de la journée écoulée. Castelli et Martín Rodríguez furent dépêchés vers le fort pour une entrevue avec Cisneros. Terrada, commandant des grenadiers d’infanterie, dont la caserne se trouvait sous les fenêtres de Cisneros, les rejoignit, sa présence étant propre à empêcher le vice-roi de faire appel à une aide militaire pour faire prisonniers ses visiteurs. Les gardes les ayant laissé passer sans les annoncer, ils trouvèrent Cisneros occupé à jouer aux cartes avec le brigadier Quintana, le procureur Caspe et l'aide de camp Coicolea. Castelli et Rodríguez réitérèrent leur requête d’un cabildo ouvert, ce à quoi Cisneros réagit avec colère, estimant leur requête outrageante. Rodríguez, l'interrompant, lui enjoignit de donner une réponse définitive. À l’issue de brefs conciliabules avec Caspe, Cisneros finit, de mauvaise grâce, par donner son consentement. Le cabildo ouvert aurait lieu le 22 mai.
Ce même soir, il y avait dans la ville une représentation théâtrale sur le thème de la tyrannie, intitulée Rome sauvée, et à laquelle assistaient nombre de révolutionnaires. L’acteur principal était Morante, dans le rôle de Cicéron. Le commissaire de police requit Morante de feindre une maladie et de ne pas apparaître sur scène, de sorte que la pièce pût être remplacée par Misanthropie et Repentance du poète allemand August von Kotzebue. Des rumeurs de censure policière se propagèrent promptement ; Morante dédaigna l'injonction et joua la pièce comme prévu. Au quatrième acte, Morante prononça une allocution patriotique, où il fut question de la Rome antique menacée par les Gaulois et de la nécessité d’une direction forte pour résister au danger. Cela eut l’effet d’exalter les esprits révolutionnaires, et provoqua une frénétique ovation. Juan José Paso se dressa, criant ¡Viva Buenos Aires libre!, et une petite rixe s’ensuivit. La représentation terminée, les révolutionnaires retournèrent au domicile de Peña. Ils firent part du résultat de la dernière entrevue, mais doutaient que Cisneros tiendrait parole. Ils organisèrent une manifestation pour le jour suivant pour assurer que le cabildo ouvert eût bien lieu comme décidé.

### Lundi 21 mai

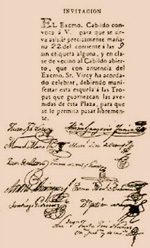
Billet d'invitation au cabildo ouvert du 22 mai.

Les préparatifs du cabildo ouvert, commencés à trois heures de l’après-midi, furent interrompus par l’arrivée de 600 hommes armés, groupés sous l'appellation de Légion infernale, qui entreprirent d’occuper la place de la Victoire (Plaza de la Victoria, l'actuelle Plaza de Mayo) et réclamaient haut et fort la tenue d’un cabildo ouvert et la démission du vice-roi Cisneros. Ils brandissaient un portrait de Ferdinand VII et les revers de leur veste étaient ornés d’un ruban blanc symbolisant l’unité criollo-espagnole. Les meneurs des agitateurs (chisperos) étaient Domingo French, le facteur de la ville, et Antonio Beruti, employé du Trésor. Des rumeurs circulaient selon lesquelles Cisneros avait été tué et Saavedra s’apprêtait à prendre la direction du gouvernement. Saavedra, qui se trouvait au même moment à la caserne, était embarrassé par cette manifestation. S’il estimait que la violence devait être stoppée et que des mesures radicales telles que la mise à mort de Cisneros devaient être évitées, il pensait en même temps que les troupes se mutineraient si les manifestations étaient réprimées. Les gens amassés sur la place ne croyaient pas que Cisneros autoriserait le cabildo ouvert le jour suivant. Comme Leiva quittait le Cabildo, Belgrano, au nom de la foule, exigea une réponse définitive ; Leiva déclara que tout se passerait comme prévu, mais qu’il fallait du temps pour préparer le Cabildo. Leiva requit Belgrano d’aider le Cabildo dans les préparatifs, son intervention pouvant en effet être interprétée par la foule comme la garantie que leurs exigences ne seraient pas ignorées. La foule se retira alors de la salle principale, mais resta sur la place. Belgrano contesta la liste des invités, où ne figuraient que les citoyens les plus fortunés, jugeant que si les pauvres étaient mis à l’écart, les troubles sociaux ne cesseraient pas. Les membres du Cabildo tentèrent de le convaincre de donner son appui, mais il s’en alla.
Le départ de Belgrano, sans qu’il eût donné d’explications sur ce qui s’était passé, mit la foule en rage, et le peuple redoutait une trahison. La revendication d’un cabildo ouvert fut remplacée par l’exigence de la démission immédiate de Cisneros. Cependant, après l’intervention de Saavedra, assurant que les revendications de la Légion infernale bénéficieraient de son appui militaire, le peuple finit par se calmer et se dispersa.
Des invitations furent distribuées à 450 fonctionnaires et citoyens de haut rang de la capitale. La liste des participants avait été établie par le Cabildo, qui voulait s’assurer du résultat en ayant soin de choisir les personnes les plus susceptibles de soutenir le vice-roi. Les révolutionnaires firent pièce à cette manœuvre par un stratagème à eux : Agustín Donado, à qui l’on avait confié la tâche d’imprimer les invitations, en imprima près de 600 au lieu des 450 commandés, et distribua le surplus entre les criollos. Tout au long de la soirée, Castelli, Rodríguez, French et Beruti parcoururent toutes les casernes pour haranguer les troupes et les préparer pour le lendemain.
Le carton d’invitation était ainsi conçu : L’Excellentissime Cabildo vous convoque pour que vous daigniez assister, demain le 22 courant, à neuf heures, sans insigne aucun, et en qualité d’habitant, au cabildo ouvert que, en accord avec l’Excellentissime Seigneur Vice-Roi, il a consenti à organiser ; il y aura lieu de produire le présent faire-part aux troupes qui garderont les avenues de cette place, pour qu'il vous soit permis de passer librement.

### Mardi 22 mai

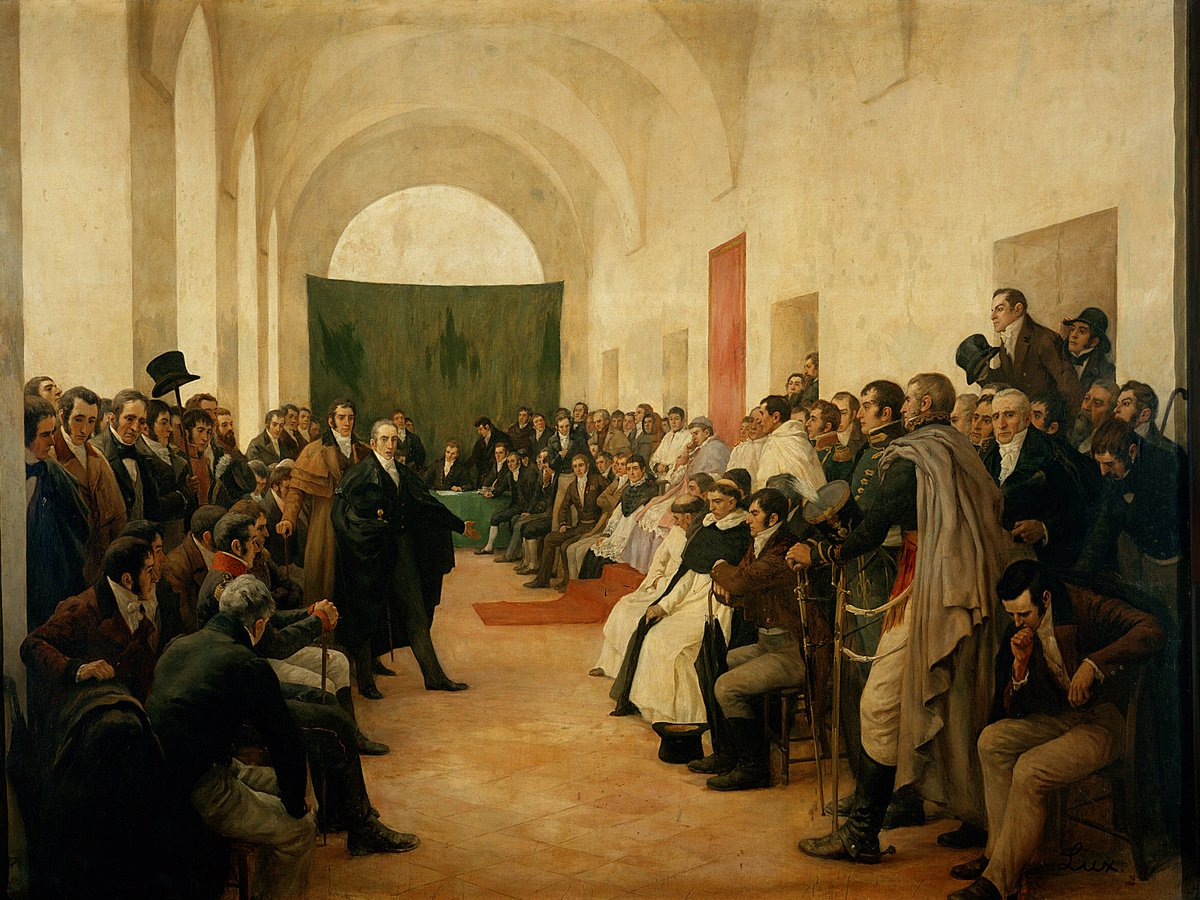
Le cabildo ouvert du 22 mai 1810 à Buenos Aires, d'après un tableau de Pedro Subercaseaux. Ce cabildo ouvert fut organisé pour débattre de la légitimité du vice-roi et de l'opportunité d'un gouvernement local autonome qui viendrait le remplacer.

Selon les relevés officiels, 251 seulement des 450 invités assistèrent au cabildo ouvert. French et Beruti, à la tête de 600 hommes armés de coutelas, de fusils et de carabines de chasse, contrôlaient l’accès à la place, pour assurer que le cabildo ouvert eût une majorité de criollos. Tous les notables, religieux et civils, étaient présents, ainsi que les chefs de milices et de nombreux résidents de premier rang. La seule absence notable était celle de Martín de Álzaga, toujours en résidence surveillée. Les troupes, encasernées, étaient en état d’alerte, prêtes à passer à l’action en cas de commotion. Le négociant José Ignacio de Rezabal, qui assista au cabildo ouvert, exprima dans une missive adressée au prêtre Julián S. de Agüero ses doutes sur cette façon de procéder, précisant que ces doutes étaient partagés par d’autres gens proches de lui ; il craignait en effet que le parti qui l’emporterait dans le cabildo ouvert, quel qu’il fût, ne se vengeât contre les autres, comme la mutinerie d’Álzaga en avait été un récent précédent. Il estimait que le cabildo ouvert serait dénué de légitimité si, à cause de la susmentionnée manipulation de la liste d’invités, les criollos étaient admis à y participer en surnombre.
La séance, avec ses diverses phases ― lecture de la proclamation, débats et votes ―, dura du matin jusqu’à minuit. Le vote n’était pas à bulletin secret : les voix étaient demandées une à une, puis consignées dans les minutes du débat. Le thème principal des discussions était la légitimité du gouvernement et l’autorité du vice-roi. Le principe de Rétroversion de la souveraineté des peuples (esp. Retroversión de la soberanía de los pueblos), lieu commun de la scolastique espagnole et de la philosophie rationaliste, stipulait qu’en l’absence de monarque légitime le pouvoir devait retourner au peuple, et légitimait donc la formation d’un nouveau gouvernement ; toutefois, il n’existait aucun précédent où ce principe avait été appliqué. La question de la validité de ce principe divisait l’assemblée en deux groupes principaux : l’un, qui rejetait ce principe, arguait qu’il n’y avait pas lieu de changer l’état de choses actuel et soutenait Cisneros dans sa fonction de vice-roi ; l’autre, qui appelait au changement, considérait qu’il convenait d’établir une junte de gouvernement, similaire à celles mises sur pied en Espagne, destinée à remplacer le vice-roi. Un troisième groupe, enfin, plus modéré, défendait une position médiane. Les partisans du changement ne reconnaissaient pas l’autorité du Conseil de Régence, soulignant que les colonies américaines n’avaient pas été consultées lors de sa formation. La question de la rivalité entre criollos et péninsulaires ne fut qu'effleurée au cours des débats ; ceux favorables au maintien en place du vice-roi estimaient que le vœu des péninsulaires devait prévaloir sur celui des criollos.
Un des orateurs de la première position était l’évêque de Buenos Aires, Benito Lué y Riega, chef de l’église locale. Lué y Riega fit valoir que :

« Non seulement il n’y a point lieu d’innover avec le vice-roi, mais encore, quand bien même il n’y aurait plus aucune partie de l’Espagne qui ne fût subjuguée, les Espagnols qui se trouvent en Amérique doivent reprendre et exercer le gouvernement de celle-ci, ce gouvernement ne pouvant incomber aux fils du pays que s'il ne s’y trouvait plus aucun Espagnol. Dût-il ne rester qu’un seul membre de la Junte de Séville et qu'il accostât nos plages, nous devrions le recevoir comme le Souverain. »

Juan José Castelli était le principal orateur en faveur des révolutionnaires. Son allocution reposait sur deux idées centrales : la déchéance du gouvernement légitime — il releva que la Junte de Séville était dissoute et n’était pas habilitée à désigner une Régence — et le principe de rétroversion de souveraineté. Il prit la parole après Riega, affirmant que c’était au peuple américain de prendre en main son propre gouvernement en attendant que Ferdinand VII fût en mesure de retourner sur le trône.

« Nul n’a pu réputer criminels ni la nation entière, ni les individus qui ont exprimé ouvertement leurs opinions politiques. Si le droit de conquête appartient, par origine, au pays conquérant, il serait juste que l’Espagne donne raison au révérend évêque en renonçant à résister aux Français et en se soumettant, selon les mêmes principes que ceux en vertu desquels il est prétendu que les Américains se soumettent aux hameaux de Pontevedra. La raison et la règle doivent être égales pour tous. Ici, il n’y a ni conquis ni conquérants, il n’y a ici que des Espagnols. Les Espagnols d’Espagne ont perdu leur terre. Les Espagnols d’Amérique essayent de sauver la leur. Que ceux d’Espagne s’entendent là-bas comme ils le peuvent et qu’ils ne se préoccupent pas : nous, Américains, savons ce que nous voulons et où nous allons. Aussi, je propose que l’on vote : qu’à l’autorité du vice-roi en soit subrogée une autre, qui dépendra de la métropole si celle-ci se sauve des Français, qui sera indépendante si l’Espagne reste subjuguée »

Pascual Ruiz Huidobro argumenta que si l’autorité qui avait nommé Cisneros était caduque, celui-ci n’avait plus sa place dans le gouvernement. Il estimait que le Cabildo devait prendre la direction des affaires, étant donné qu’il était le représentant du peuple. Se rallièrent à son vote Melchor Fernández, Juan León Ferragut, Joaquín Grigera, et d’autres.

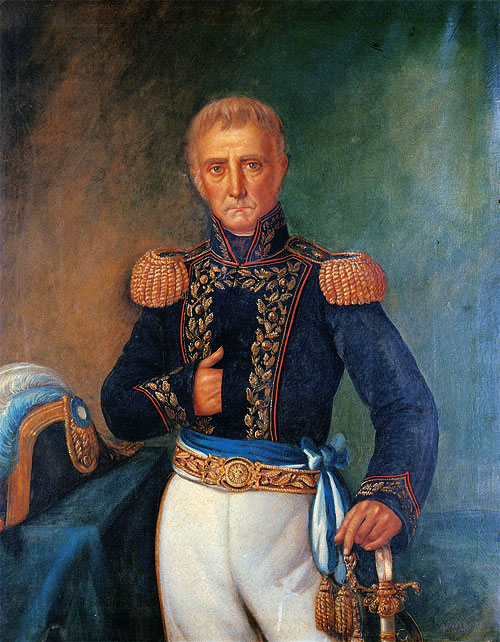
Cornelio Saavedra, élu à la majorité des suffrages lors du cabildo ouvert, devint le premier président des Provinces-Unies du Río de la Plata.

L’avocat Manuel Genaro Villota, représentant des Espagnols conservateurs, déclara que la ville de Buenos Aires n’avait pas le droit de décider unilatéralement de la légitimité du vice-roi ou du Conseil de Régence, sans en conférer aussi avec les autres villes de la Vice-royauté. Il argua que pareille action briserait l’unité du pays, établissant autant de souverainetés que le pays compte de villes. Ce point de vue, qui équivalait à repousser à plus tard quelque action que ce fût, était une habile manœuvre dilatoire visant à maintenir Cisneros au pouvoir. Juan José Paso reconnut le bien-fondé de son premier point, mais argumenta que la situation en Europe et la possibilité que les forces napoléoniennes vinssent à conquérir les colonies américaines exigeait une résolution urgente. Il excipa alors du droit d’aînesse de Buenos Aires, qui habiliterait cette ville à prendre l’initiative et à procéder aux changements jugés nécessaires et appropriés, certes sous la condition expresse que les autres villes en fussent avisées et invitées le plus tôt possible à émettre des remarques. La figure rhétorique de la sœur aînée (hermana mayor), comparable au principe de negotiorum gestio, est un concept postulant une analogie entre les rapports de Buenos Aires avec les autres villes de la vice-royauté et la relation filiale.
Le prêtre Juan Nepomuceno Solá proposa alors que le commandement provisoire fût confié au Cabildo, en attendant la constitution d’une junte de gouvernement composée de représentants de toutes les populations de la Vice-royauté. Sa motion fut soutenue par Manuel Alberti, Azcuénaga, Escalada, Cosme Mariano Argerich, Juan Pedro Aguirre, et par d’autres.
Cornelio Saavedra suggéra pour sa part que le gouvernement fût délégué au Cabildo jusqu’à la formation d’une junte de gouvernement dans les modalités et la forme que le Cabildo jugerait appropriées. Il utilisa l’expression « (...) et il n’est point douteux que c’est le peuple qui fait l’autorité ou le commandement. ». Au moment du vote, la position de Castelli s’était accordée avec celle de Saavedra.
Manuel Belgrano se tenait debout près d’une fenêtre, de sorte à pouvoir, au cas où les choses prendraient un mauvais tour, donner le signal en agitant un linge blanc. Les gens rassemblés sur la place eussent alors forcé le passage jusque dans le Cabildo. Cependant, aucun problème sérieux ne survint, et ce plan d’urgence n’eut pas à être mis en œuvre. L’historien Vicente Fidel López, fils de Vicente López y Planes, révéla que son père, présent à l’événement, vit que Mariano Moreno était devenu inquiet vers la fin, en dépit de la majorité acquise. Moreno confia à Planes que le Cabildo était sur le point de le trahir.

### Mercredi 23 mai
Les débats se poursuivirent toute la journée, et les voix ne furent comptées que fort tard dans la soirée. Les exposés faits, les participants avaient à voter soit pour le maintien au pouvoir du vice-roi, seul ou en association, soit pour sa destitution. Les idées exposées cristallisèrent en un petit nombre de propositions, désignées par le nom de leur principal défenseur, et les gens votèrent ensuite en faveur d’une d’entre elles. De ce vote, qui dura longtemps, il résulta, à une large majorité de 155 voix contre 69, que le vice-roi devait être destitué.
La proposition de Manuel José Reyes, qui estimait qu’il n’y avait aucune raison de déposer le vice-roi, et qu’il suffisait de désigner une junte dirigée par Cisneros, obtint une trentaine de voix. Trente autres voix appuyaient également Cisneros, mais en rejetant tout changement au système politique en vigueur. Un petit groupe enfin appuyait la proposition de Martín José de Choteco, qui soutenait également Cisneros.
Les voix contre Cisneros étaient elles aussi réparties en plusieurs propositions différentes. Beaucoup de celles-ci tenaient que les nouvelles autorités appelées à se substituer au vice-roi devaient être élues par le Cabildo. Pascual Ruiz Huidobro vota en faveur d’une phase intérimaire au cours de laquelle le Cabildo dirigerait et s’emploierait à désigner un nouveau gouvernement, mais cette proposition ne mettait pas en avant la souveraineté populaire, ni n’évoquait la mise sur pied d’une junte. Cette proposition eut la faveur de trente-cinq membres, dont du reste une grande partie voyaient en Huidobro le meilleur candidat à la tête du nouveau gouvernement qui serait constitué si la proposition l’eût emporté. Juan Nepomuceno Solá vota pour la proposition portant que le Cabildo devait gouverner dans l’intérim, tout en s’efforçant entre-temps de constituer une junte composée de députés de toutes les provinces de la vice-royauté. Cette proposition obtint près de vingt voix. Cornelio Saavedra eut le plus grand nombre de voix, et le reste des voix se répartissait sur diverses propositions obtenant chacune peu de voix.
Le 23 mai à l’aube, le Cabildo publia un document annonçant que le vice-roi mettrait fin à son mandat. L’autorité supérieure serait transférée temporairement au Cabildo, jusqu’à la désignation d’une junte de gouvernement.
Des avis, annonçant la création imminente d’une junte et reproduisant l'appel lancé aux provinces pour qu'elles envoyassent des représentants à Buenos Aires, furent placardés en différents points de la ville. D’autres avis appelaient le public à s’abstenir de tenter des actions contraires à l’ordre public.

### Jeudi 24 mai
Le Cabildo entreprit, en application des résultats du cabildo ouvert, de former la nouvelle junte chargée de gouverner jusqu’à l’arrivée des représentants des autres villes. Leyva fit en sorte que le ci-devant vice-roi Cisneros fût désigné président de la junte et commandant en chef des forces armées. Furent aussi élus, outre Cisneros, les quatre autres membres suivants : les criollos Cornelio Saavedra et Juan José Castelli, et les péninsulaires Juan Nepomuceno Solá et José Santos Inchaurregui. Les points de vue divergent quant aux motifs de cette décision. Un code constitutionnel de treize articles, propre à réguler l’action de la junte, avait été rédigé par Leyva : la junte n’était pas habilitée à exercer le pouvoir judiciaire, lequel était réservé à la Audiencia royale de Buenos Aires ; Cisneros ne pouvait pas agir sans l'appui des autres membres de la junte ; le Cabildo avait pouvoir de révoquer ceux qui négligeaient d’accomplir leur devoir ; l’assentiment du Cabildo était requis pour lever de nouveaux impôts ; et enfin, la junte devait décréter une amnistie générale pour ceux qui avaient exprimé leur opinion lors du cabildo ouvert, et appeler les autres villes à dépêcher des députés. Les commandants des forces armées, y compris Saavedra et Pedro Andrés García, acquiescèrent à ce code. La junte prêta serment dans l’après-midi.
La nouvelle prit les révolutionnaires au dépourvu. Ils ne savaient pas avec certitude ce qu’il y avait à faire dans l’immédiat, et craignaient de subir la même répression que celle qui s’était abattue sur les révolutionnaires de Chuquisaca et de La Paz. Moreno abjura toute relation avec les autres et se claquemura dans sa maison. Une réunion eut lieu au domicile de Rodríguez Peña. Certains étaient d’avis que le Cabildo n’avait pu ourdir un tel complot sans la bénédiction de Saavedra, et que Castelli devait démissionner de la junte. Tagle rejeta cette proposition : il pensait que Saavedra avait pu accepter par faiblesse ou par naïveté, et que Castelli devait donc rester afin de contrebalancer l’influence qu’avaient les autres sur Saavedra. Entre-temps, la place avait été envahie par une foule emmenée par French et Beruti. Le maintien au pouvoir de Cisneros, fût-ce même dans une fonction autre que celle de vice-roi, était ressentie comme une injure à la volonté du cabildo ouvert. Le colonel Martín Rodriguez expliqua que si ses soldats recevaient l’ordre de soutenir Cisneros, cela signifierait que l’ordre leur serait donné de faire feu sur la population ; la plupart des soldats alors se révolteraient, car ils partageaient le souhait de voir le vice-roi quitter le pouvoir.
Ce même soir, Castelli et Saavedra informèrent Cisneros de leur intention de démissionner de la Junte nouvellement formée, faisant valoir que la population était au bord d’une révolution violente et qu’elle écarterait Cisneros par la force s’il ne démissionnait pas lui aussi. Ils soulignèrent qu’ils étaient impuissants à stopper cela ― Castelli, à contenir ses amis, Saavedra, à empêcher le Régiment de Patriciens de se mutiner. Cisneros souhaitait attendre jusqu’au lendemain, mais ils lui représentèrent que l’heure n’était plus aux ajournements, de sorte qu’il finit par accepter de démissionner. Il rédigea sa lettre de démission et la fit parvenir au Cabildo, qui devait en délibérer le jour suivant. Chiclana, se sentant encouragé après que Saavedra eut démissionné, se mit à solliciter des signatures pour un manifeste de la volonté du peuple. Quant à Moreno, il se refusait à tout autre engagement, mais Castelli et Peña étaient confiants qu'il finirait par vouloir les rejoindre si les événements se déroulaient comme ils l’escomptaient.

### Vendredi 25 mai
Le matin du 25 mai, malgré le mauvais temps, une foule nombreuse, rejointe par la milice commandée par Domingo French et Antonio Beruti, se rassembla sur la Plaza de la Victoria. Tous réclamaient la révocation de la junte élue le jour précédent, la démission définitive de Cisneros, et la composition d’une nouvelle junte dont ce dernier fût exclu. L’historien Bartolomé Mitre rapporte que French et Beruti distribuèrent des rubans bleu et blanc, semblables à la cocarde argentine moderne, aux personnes présentes. Plus tard, d’autres historiens mirent cela en doute, sans exclure toutefois que les révolutionnaires eussent utilisé quelque marque distinctive pour permettre leur identification. La rumeur courut qu’il se pouvait que le Cabildo rejetât la démission de Cisneros. La résolution officielle tardant à être rendue publique, la foule commença à remuer, clamant « le peuple veut savoir de quoi il s’agit ! ».
Le Cabildo se réunit à 9 heures du matin et refusa effectivement la démission de Cisneros, estimant que la foule n’avait aucun droit légitime à influencer une décision prise et déjà exécutée par le Cabildo. Il considérait que l’agitation populaire devait être réprimée par la force, et, attendu que la Junte détenait maintenant le pouvoir, tenait les membres de celle-ci pour comptables de tout changement qui serait apporté à la politique décidée. Afin de faire exécuter ces ordres, ils mandèrent les commandants en chef, mais ceux-ci n’y donnèrent aucune suite. Beaucoup d’entre eux, Saavedra inclus, n’apparurent point ; mais même ceux qui parurent alors annoncèrent ne pas vouloir endosser l’ordre du gouvernement, arguant que les commandants seraient à coup sûr désobéis s’ils ordonnaient aux troupes de réprimer les manifestants.
L’agitation de la foule s’accrut, et le cabildo fut pris d’assaut. Leiva et Lezica requirent que quelqu’un habilité à agir en porte-parole du peuple voulût les rejoindre à l’intérieur de la salle et exposer les vœux du peuple. Beruti, Chiclana, French et Grela furent admis à passer. Leiva tenta de dissuader Pancho Planes de se joindre à eux, mais il pénétra lui aussi dans la salle. Le Cabildo argumenta que Buenos Aires n’avait pas le droit de démanteler le système politique de la vice-royauté sans en discuter d’abord avec les autres provinces ; French et Chiclana rétorquèrent que la convocation d’un Congrès était d’ores et déjà décidée. Le Cabildo convoqua les commandants afin d’aviser avec eux. Ainsi que cela avait déjà été fait plusieurs fois dans les derniers jours, Romero représenta au Cabildo que les soldats se mutineraient s’ils étaient forcés de combattre la foule sur ordre de Cisneros. Le Cabildo toutefois ne voulut point en démordre, jusqu’à ce que le bruit de la manifestation eut pénétré dans la salle, faisant craindre que les manifestants pussent envahir le bâtiment et les atteindre. Martín Rodríguez déclara que la seule manière de calmer les manifestants était d’accepter la démission de Cisneros. Leiva cette fois fut d’accord et en convainquit les autres membres, et la multitude reflua alors vers la place. Rodríguez se dirigea vers la maison d’Azcuénaga pour y rencontrer les autres révolutionnaires et planifier les dernières étapes de la révolution. La manifestation envahit derechef le Cabildo, poussant cette fois jusqu’à la salle de délibération. Beruti prit la parole au nom du peuple, exigeant que la nouvelle junte fût élue par le peuple, et non par le Cabildo. Il laissa entendre que, outre les 400 personnes déjà rassemblées, les casernes étaient remplies de gens qui leur étaient loyaux et qui, si besoin était, prendraient le commandement. Le Cabildo répliqua en requérant que leurs revendications fussent formulées par écrit. Au terme d’un long intervalle, un document contenant 411 signatures fut remis au Cabildo. Ce document, qui a pu être conservé, proposait une nouvelle composition de la junte de gouvernement, et un corps expéditionnaire de 500 hommes pour assister les provinces ; y figurent la plupart des chefs militaires et nombre de résidents notables, en plus d'une grande quantité de signatures illisibles. French et Beruti le signèrent, en précisant « pour moi et pour six cents autres ». Les historiens ne s’accordent pas cependant sur la paternité du contenu de ce document.
Sur ces entrefaites, le temps s’était amélioré, et le soleil perça à travers les nuages, illuminant le ciel. Les gens amassés sur la place y virent un bon présage pour la révolution. Le Soleil de Mai, un des emblèmes de l’Argentine et de l’Uruguay, allait être créé quelques années plus tard en référence à ce phénomène.
Le Cabildo accepta le document et se rendit au balcon pour le soumettre directement au peuple pour ratification. Mais, à cause de l’heure tardive et de la météo, le nombre de gens présents sur la place s’était amenuisé. Leiva ridiculisa la prétention des représentants restants à parler au nom du peuple, ce qui mit à rude épreuve la patience des rares personnes encore sur la place sous la pluie. Beruti, refusant tout nouvel atermoiement, menaça d’appeler le peuple aux armes. Devant la perspective d'une montée de violence, l’on fit donner lecture de la requête du peuple, laquelle fut immédiatement ratifiée par l'assistance. Les règles régissant la Junte étaient grosso modo les mêmes que celles édictées la veille, mais complétées par la stipulation que le Cabildo contrôlerait l’activité des membres de la Junte et qu’en cas de poste devenu vacant, la Junte était elle-même habilitée à pourvoir aux remplacements. Saavedra s’adressa à la foule, puis se rendit au Fort, sous les salves d’artillerie et les sonneries de cloches. Entre-temps, Cisneros dépêcha José Melchor Lavin à Córdoba pour prévenir Santiago de Liniers de ce qui venait de se passer à Buenos Aires, et demanda une intervention militaire contre la Junte.

## La version du vice-roi Cisneros
Le vice-roi destitué Cisneros livra sa version des faits de la Semaine de Mai dans une missive adressée au roi Ferdinand VII, portant la date du 22 juin 1810 :
« J’avais ordonné que pour cet acte l’on postât une compagnie dans chaque rue débouchant sur la place, de sorte à ne permettre d’accéder à celle-ci, ni de monter dans les Maisons Capitulaires, à nulle personne qui ne fût de celles citées ; mais la troupe et les officiers étaient du parti ; ils faisaient ce que leurs commandants leur avaient préalablement et secrètement dit de faire, c'est-à-dire que ceux-là leur dirent ce que la faction leur avait ordonné de dire : ils refusaient le passage vers la place aux habitants honorables et l'accordaient à ceux de la confabulation ; quelques officiers avaient un exemplaire des innombrables convocations et avec celles-ci ils introduisaient dans les bâtiments de l'hôtel de ville des sujets non cités par le Cabildo, ou dont ils savaient la partialité, ou parce qu’ils les gagnaient avec de l’argent, de sorte que, dans une ville de plus de trois mille citoyens de distinction et de nom, seuls deux cents de ceux-ci furent présents, mais de nombreux épiciers, quelques artisans, d’autres fils de famille et les plus ignorants, dépourvus de la moindre notion pour discuter d’une question de la plus grande gravité. »

## Composition de la Première Junte
Le gouvernement issu du cabildo ouvert, qu’il est d’usage de désigner par Première Junte (Primera Junta), était composé comme suit :
Président
- Cornelio Saavedra

Membres
- Dr Manuel Alberti
- Col. Miguel de Azcuénaga
- Dr Manuel Belgrano
- Dr Juan José Castelli
- Domingo Matheu
- Juan Larrea

Secrétaires
- Dr Juan José Paso
- Dr Mariano Moreno

## Événements subséquents

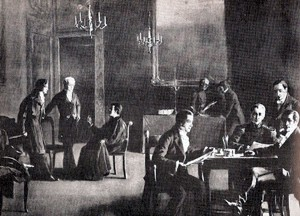
De la révolution de Mai surgira la Première Junte, premier gouvernement autonome du Río de la Plata.

Ni le Conseil de Régence, ni les membres de l'Audiencia royale de Buenos Aires, ni la population espagnole d’origine européenne ne crurent en la sincérité de la déclaration de loyauté envers le roi captif Ferdinand VII, et ce n’est que de mauvaise grâce qu’ils se résignèrent à la nouvelle situation. L’Audiencia jura en secret fidélité au Conseil de Régence et expédia des circulaires aux autres villes de la Vice-royauté, les exhortant à ne pas reconnaître le nouveau gouvernement. Pour mettre un terme à ces manœuvres, la Junte convoqua l’ensemble des membres de l’Audiencia, ainsi que l’évêque Lué y Riega et le ci-devant vice-roi Cisneros, pour les embarquer ensuite, sous le prétexte que leurs vies fussent en danger, sur le navire britannique Dart. Consigne fut donnée par Larrea au capitaine Mark Brigut de ne faire escale dans aucun port américain et de les transporter tous vers les îles Canaries. Cette opération accomplie avec succès, une nouvelle Audiencia fut nommée, entièrement composée de criollos loyaux à la révolution.
À l’exception de la ville de Córdoba, toutes les villes sur le territoire actuel de l’Argentine appuyèrent la Première Junte. Les villes du Haut-Pérou (actuelle Bolivie) cependant ne prirent pas position ouvertement, en raison sans doute du précédent des récentes révolutions de Chuquisaca et de La Paz et de leur dénouement. Asuncion rejeta la Junte et prêta serment de fidélité au Conseil de Régence. La bande Orientale, sous Francisco Javier de Elío, demeura un bastion royaliste, de même que le Chili.
À Córdoba, l’ancien vice-roi Jacques de Liniers se mit à la tête d’une contre-révolution et déclencha ainsi la première campagne militaire qu’eut à mener le nouveau gouvernement indépendant. En dépit de la stature de Liniers et de son prestige de héros populaire, que lui avait valu son rôle lors des invasions anglaises, la population de Córdoba se rallia à la révolution. Les désertions et actes de sabotage qui s’ensuivirent ayant sensiblement entamé la puissance des troupes contre-révolutionnaires, le soulèvement de Liniers fut promptement écrasé par les forces sous le commandement de Francisco Ortiz de Ocampo. Toutefois, Ocampo refusa ensuite de fusiller Liniers qu’il avait capturé, eu égard au fait que celui-ci avait combattu à ses côtés contre les Anglais ; c’est Juan José Castelli qui dut se charger de l’exécution telle qu’ordonnée par la Junte. La rébellion de Córdoba réprimée, l’on entreprit d’envoyer des expéditions militaires vers d’autres villes de l’intérieur, en exigeant qu’elles appuyassent la Première Junte et lui envoyassent des députés pour les représenter. Le service militaire fut exigé de presque toutes les familles, pauvres comme riches ; cependant, la plupart des familles patriciennes décidèrent d’envoyer leurs esclaves à l’armée au lieu de leurs propres fils ― c’est là sans doute une des raisons de la diminution de la population noire en Argentine.

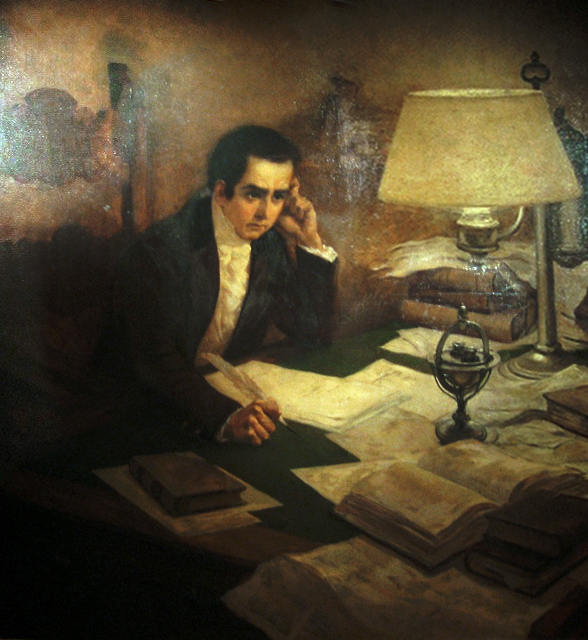
Portrait apocryphe de Mariano Moreno, membre influent de la Première Junte.

Montevideo, mieux outillée pour résister à une attaque de Buenos Aires, et poussée en outre par la rivalité historique entre ces deux villes, fit résolument opposition à la Première Junte ; le Conseil de Régence la proclama nouvelle capitale de la Vice-royauté, et nomma Francisco Javier de Elío comme nouveau vice-roi. Des villes plus périphériques, situées dans la bande Orientale, soutinrent, à l’encontre de la volonté de Montevideo, la Junte de Buenos Aires ; elles étaient conduites par José Gervasio Artigas, qui mit le siège devant Montevideo. Les royalistes montévidéens furent définitivement battus par Carlos María de Alvear.
La Capitainerie générale du Chili connut un processus politique analogue à celui de la révolution de Mai, et, après avoir à son tour élu une junte de gouvernement en septembre, entra dans la courte période connue sous le nom de Patria Vieja. Ladite junte fut cependant vaincue en 1814 lors de la bataille de Rancagua, et la consécutive reconquête du Chili en fit à nouveau un bastion loyaliste. La cordillère des Andes dressait une barrière efficace entre révolutionnaires et royalistes chiliens, raison pour laquelle il n’y eut pas d’affrontements armés au Chili avant 1817, date où l’Armée des Andes sous le commandement de José de San Martín franchit la cordillère et infligea une défaite définitive aux royalistes chiliens.
La Première Junte s’augmenta des députés envoyés par les provinces et intégrés en son sein, et fut alors rebaptisée Junta Grande. Elle fut dissoute peu après la défaite patriote de juin 1811 à la bataille de Huaqui, pour laisser la place à deux triumvirats successifs, qui exercèrent le pouvoir exécutif sur les Provinces Unies de l’Amérique du Sud. En 1814, le second triumvirat fut remplacé par le gouvernement du Directeur suprême des Provinces Unies du Río de la Plata. Entre-temps, Martín Miguel de Güemes réussissait à contenir à Salta les armées royalistes dépêchées par le Pérou, tandis que San Martín faisait mouvement, par voie de mer, vers le bastion royaliste de Lima, lors d’une campagne conjointe chilienne et argentine. Le théâtre des indépendances se déplaçait ainsi peu à peu vers le nord du continent sud-américain. En Argentine même, l’évolution politique dériva vers une longue guerre civile.

### Conséquences
D’après l’ouvrage Breve historia de los Argentinos de l’historien Félix Luna, une des conséquences politiques les plus importantes de la révolution de Mai fut le changement de paradigme dans la relation entre population et gouvernants. Jusque-là avait prévalu le concept de bien commun : cependant que l’autorité royale restait pleinement respectée, si une instruction émanant de la cour d’Espagne était jugée préjudiciable au bien commun de la population locale, elle n’était suivie qu’à moitié ou tout simplement dédaignée. Avec la révolution, le concept de bien commun fut supplanté par le concept de souveraineté populaire, tel que l’avaient théorisé Moreno, Castelli et Monteagudo, parmi d’autres. L’idée tenait qu’en l’absence d’autorité légitime, le peuple avait le droit de désigner lui-même ses propres dirigeants. Au fil du temps, la souveraineté populaire devait céder le pas à la doctrine de la règle majoritaire. Cette maturation des idées fut lente et progressive, et prit de longues décennies à cristalliser en des systèmes électoraux et politiques stables, mais déboucha finalement sur l’adoption du système républicain comme forme de gouvernement pour l’Argentine. Domingo Faustino Sarmiento exprima des points de vue similaires dans son Facundo, en relevant que les villes étaient plus réceptives aux idées républicaines, alors que les zones rurales leur étaient plus réfractaires, ce qui permettait au phénomène des caudillos de se développer dans les provinces.
Une autre conséquence de la révolution de Mai fut, toujours selon Félix Luna, la désintégration des territoires appartenant autrefois à la Vice-royauté du Río de la Plata en plusieurs unités distinctes. La plupart des villes et des provinces avaient des populations, des économies, des mentalités, des contextes et des intérêts différents. Jusqu’alors, toutes ces populations étaient maintenues ensemble par l’autorité du gouvernement espagnol, mais après la disparition de celle-ci, les habitants de Montevideo, du Paraguay et du Haut-Pérou commencèrent à s’éloigner de Buenos Aires. La durée d’existence de la Vice-royauté du Río de la Plata, de 38 ans à peine, avait été insuffisante pour permettre à une conscience patriotique de se forger et pour créer dans l’ensemble de la population un sentiment d’appartenance à une même communauté. Il manquait au nouveau pays un concept établi d’identité nationale propre à unir la population sous une commune idée de l’État. Juan Bautista Alberdi décèle dans la Révolution de Mai une des manifestations précoces de la lutte de pouvoir entre la ville de Buenos Aires et les provinces de l’intérieur — un des antagonismes centraux à l’œuvre dans les guerres civiles argentines. Alberdi écrivit dans son ouvrage Escritos póstumos :

« La révolution de Mai 1810 à Buenos Aires, dont le dessein était d'obtenir l'indépendance de l'Argentine d’avec l’Espagne, eut également pour effet d’émanciper de l’Argentine la province de Buenos Aires, ou plutôt, d’imposer l’autorité de cette province à la nation tout entière émancipée de l’Espagne. Ce jour-là, si la tutelle espagnole s’acheva sur les provinces argentines, celle de Buenos Aires fut instaurée. »

D'autre part, la vie culturelle dans le Río de la Plata connut après la révolution de Mai une floraison sans précédent, en particulier par la quantité de nouvelles publications de toute sorte. En effet, en regard de l’unique journal autorisé auparavant, la révolution laissa libre carrière à la presse, permettant l’émergence d’une profusion de titres tels que La Lira Argentina, la Gazeta de Buenos Aires, El Correo de Comercio, Mártir o Libre, El Censor de la Revolución, El Independiente et El Grito del Sud. Le même vent de liberté bénéficia à la création littéraire et fit surgir des poètes révolutionnaires, dont Bartolomé Hidalgo, Vicente López y Planes et Esteban de Luca.

## Perspectives historiques
L’historiographie de la révolution de Mai n’a, quant aux faits eux-mêmes, que peu de sujets d’incertitude, et n’a pas non plus à déplorer la perte de nombreux détails. La plupart des informations ont été recueillies et adéquatement consignées pendant les événements, puis mises à la disposition du public par la Première Junte en guise de propagande patriotique. Il en résulte que les diverses visions historiques de l’événement diffèrent les unes des autres non pas par la description des faits eux-mêmes, mais par l’interprétation que chacune de ces visions entend donner de la signification, des causes et des conséquences des événements. Du reste, la version moderne des faits ne s’écarte pas sensiblement de la version contemporaine.

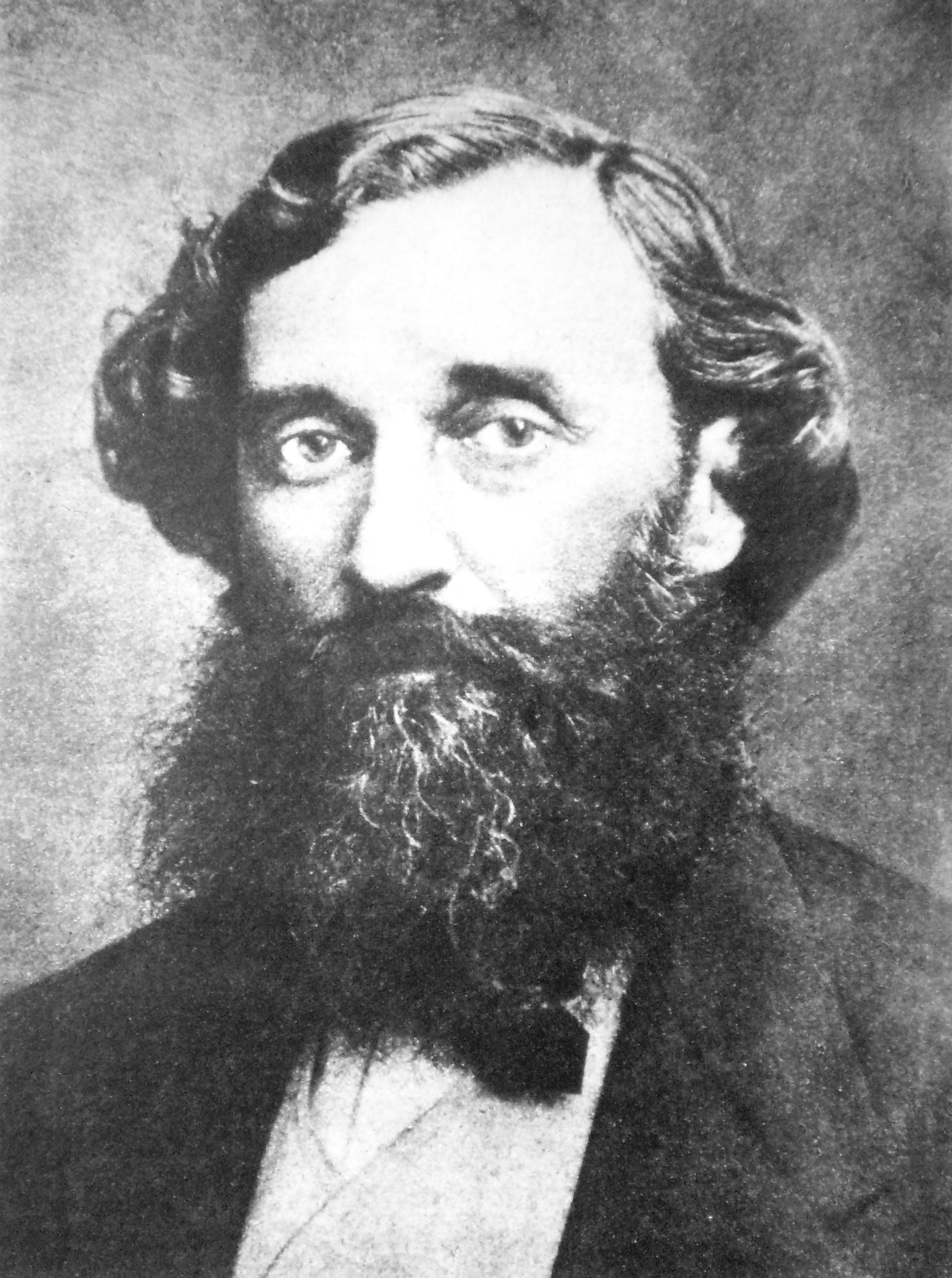
Bartolomé Mitre, auteur d’une des premières interprétations historiques de la révolution de Mai.

Les premiers à écrire sur la Révolution furent ses protagonistes. Cependant, les mémoires, biographies et carnets qu’ils firent paraître poursuivaient des buts autres qu’historiographiques ; il s’agissait notamment d’exposer les raisons de leurs actions, de blanchir leur image publique, ou de manifester leur soutien ou leur rejet des figures et des idées de l’époque. Par exemple, Manuel Moreno rédigea une biographie de son frère Mariano destinée à servir en Europe de matériel de propagande en faveur de la Révolution, et Cornelio Saavedra écrivit son autobiographie à un moment où son personnage était fortement mis en cause, afin de se justifier auprès de ses fils.
La première école historiographique importante qui se soit consacrée à l'histoire de l'Argentine et à son interprétation fut fondée par des auteurs romantiques des années 1830, notamment Bartolomé Mitre. Mitre voyait la révolution de Mai comme une expression emblématique de l’égalitarisme politique : un conflit entre les libertés modernes et l’oppression, incarnée en l’espèce par la monarchie espagnole, et la tentative d’établir une organisation nationale s’appuyant sur des principes constitutionnels, par opposition à l'autorité charismatique des caudillos. La vision de ces auteurs romantiques eut valeur canonique jusqu’à la fin du XIXe siècle, c'est-à-dire jusqu’au moment où, encouragés par la proximité du centenaire de la Révolution, les auteurs recherchaient des perspectives nouvelles. Ces auteurs divergeaient quant au poids à accorder aux différentes causes de la révolution de Mai ou quant à savoir de qui l’intervention dans les événements de mai fut la plus décisive, mais sans que l’on vînt à remettre en question les principales thèses de Mitre, à savoir que la Révolution était à considérer comme l’acte de naissance de l’Argentine moderne et comme un événement inéluctable. Ils introduisirent, comme autre élément-clef, l’idée d’une participation populaire.
Dans la première moitié du XXe siècle, des auteurs de tendance libérale s’évertuèrent à élaborer et à faire adopter une vision historique définitive et incontestable ; Ricardo Levene et l’Academia Nacional de la Historia, principaux exposants de cette entreprise, reprirent toutefois à leur compte la plupart des perspectives développées par Mitre. Les auteurs de gauche, de leur côté, mirent en avant leur vision révisionniste, accentuant les aspects nationalistes et anti-impérialistes ; ils tendaient à minimiser l’antagonisme entre criollos et péninsulaires, et à expliquer les événements sous l’angle d’un conflit entre pensée des Lumières et absolutisme ; cependant, c’est sur d’autres périodes historiques que portait la majeure partie de leurs travaux.
La révolution de Mai ne fut pas le résultat des actions d’un seul parti politique, au projet clair et bien défini, mais de la convergence de plusieurs secteurs sociaux aux intérêts variés. Il s’ensuit une pluralité de perspectives différentes, parfois contradictoires, selon que les historiens ont privilégié tel ou tel aspect de l’événement. Mitre et le parti des négociants se servirent de La Representación de los Hacendados, opuscule rédigé par Mariano Moreno, pour affirmer que la révolution de Mai voulait le libre-échange et l'intégration économique avec l’Europe. Les révisionnistes de droite mettent l’accent sur Saavedra et les coutumes sociales de cette époque pour décrire la révolution dans une optique conservatrice ; et les révisionnistes de gauche mettent en avant les effigies de Moreno, de Castelli et des agitateurs (chisperos) emmenés par French et Beruti pour présenter Mai comme une révolution radicale.

### Intentions des révolutionnaires

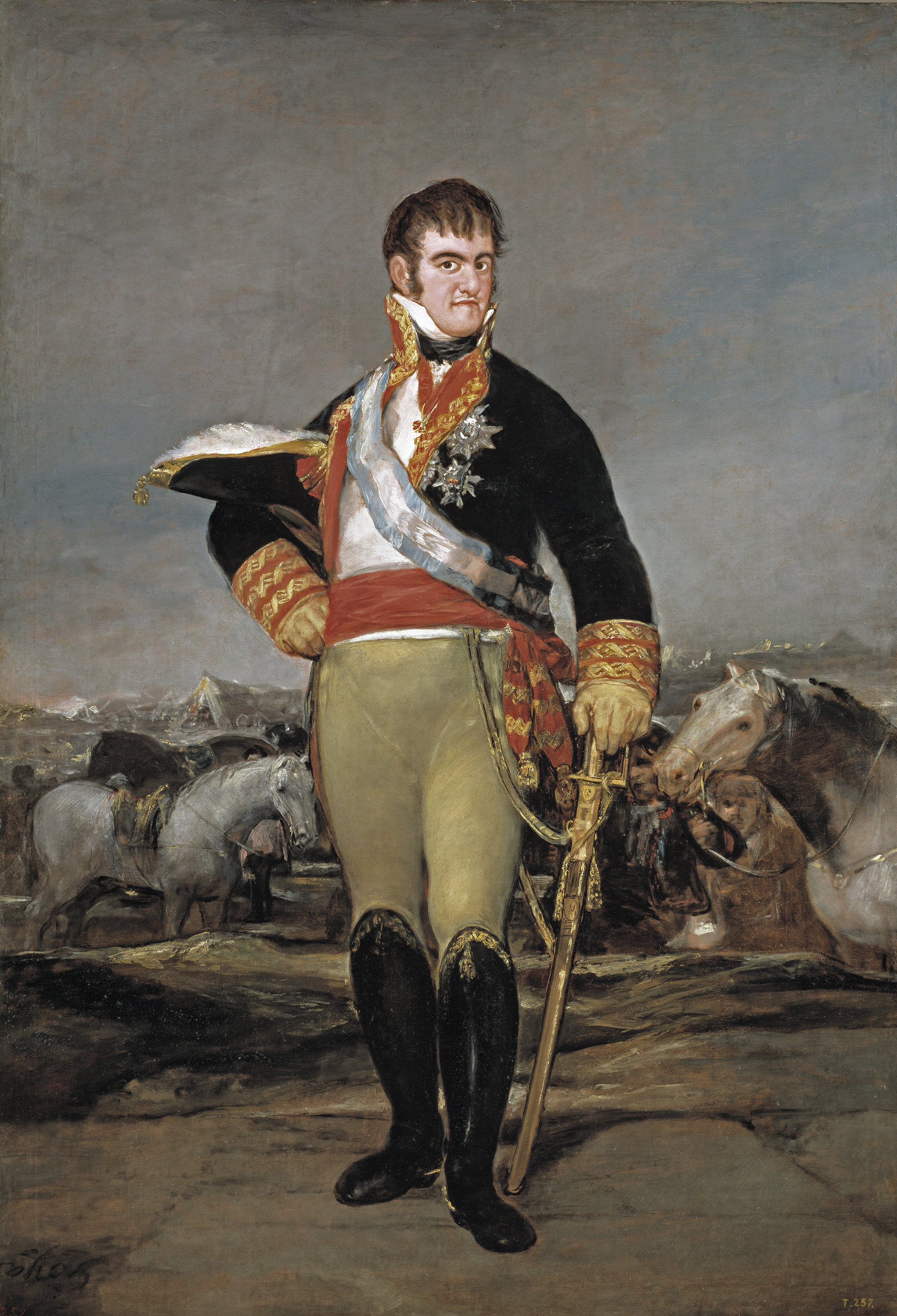
La révolution de Mai fit profession de loyauté à Ferdinand VII d’Espagne.

Le gouvernement formé le 25 mai se déclara loyal au roi espagnol destitué Ferdinand VII, mais les historiens ne s’accordent pas sur le point de savoir si cette loyauté était ou non sincère. Depuis Mitre, beaucoup d’historiens pensent que cette loyauté professée n’était qu’un leurre politique, destiné à masquer une volonté d’autonomie,,. La Première Junte ne jura pas fidélité au Conseil de Régence d’Espagne et des Indes, organisme émanant pourtant de la monarchie espagnole et toujours en activité, tandis que la possibilité que Napoléon fût vaincu et que Ferdinand montât à nouveau sur le trône (ce qui advint finalement le 11 décembre 1813, avec la signature du traité de Valençay) paraissait alors — en 1810 — éloignée et improbable. La manœuvre consistant à prétendre que l’autorité monarchique était toujours respectée et qu’aucune révolution n’avait eu lieu, visait à se donner du temps pour consolider la position de la cause patriotique et à éviter les réactions qu’une révolution ouvertement assumée eût été susceptible de provoquer. Cette ruse est connue sous la dénomination de Masque de Ferdinand VII, et fut maintenue par la Première Junte, par la Grande Junte, puis par les premier et second triumvirats. L’Assemblée de l'an XIII (Asamblea del Año XIII, 1813), pourtant convoquée pour proclamer l’indépendance, s’en abstint en raison de divers conflits politiques entre ses membres. Toutefois, elle décida de supprimer la mention de Ferdinand VII dans les documents officiels. Les Directeurs Suprêmes, quant à eux, envisagèrent d’autres options, telles que de négocier avec l’Espagne ou de se transformer en protectorat britannique, jusqu’à ce qu’intervint enfin la Déclaration d’indépendance de l’Argentine de 1816.
Pour la Grande-Bretagne, le changement de régime fut bénéfique, dans la mesure où les échanges avec les villes du sous-continent furent facilités, sans plus être entravés par le monopole séculaire que l’Espagne maintenait sur ses colonies. Toutefois, la Grande-Bretagne, pour qui la priorité était alors la guerre en Europe contre la France, devait se garder de donner l’impression de soutenir les mouvements indépendantistes en Amérique et avait soin d’éviter que les efforts militaires de l’Espagne eussent à se déployer sur deux fronts différents. En conséquence, les Britanniques faisaient pression pour que des revendications d’indépendance ne fussent pas ouvertement formulées. Ces pressions étaient exercées par le biais de Lord Strangford, ambassadeur de Grande-Bretagne à la cour de Rio de Janeiro, qui manifesta son appui à la Junte, mais y mit cependant la condition que «...toujours la conduite de cette Capitale soit conséquente et qu’elle se maintienne sous le nom du Seigneur Ferdinand VII et de ses successeurs légitimes. » Plus tard, les conflits entre Buenos Aires, Montevideo et Artigas donnèrent lieu, sur le front britannique, à des conflits internes, entre Strangford et le régent portugais Jean VI de Portugal.
Après Juan Bautista Alberdi, des historiens ultérieurs comme Norberto Galasso, Luis Romero et José Carlos Chiaramonte ont mis en doute l’interprétation de Mitre, et en ont proposé une autre. Alberdi pensait que « la révolution argentine (était) un chapitre de la révolution hispano-américaine, qui elle-même en est un de l’espagnole, et celle-ci, à son tour, de la révolution européenne. » Ils ne la considéraient plus comme un conflit entre indépendantisme et colonialisme, mais entre idées libérales nouvelles et absolutisme. L’intention des révolutionnaires n’était pas de couper les liens avec l'Espagne, mais de redessiner la relation avec celle-ci. De ce point de vue, la révolution de Mai serait donc plutôt de la nature d’une guerre civile. Certains éléments tendent à accréditer cette thèse, notamment l’inclusion dans la Junte de Larrea, Matheu et Belgrano, et, plus tard, l’apparition de José de San Martín ; Larrea et Matheu en effet étaient Espagnols, Belgrano avait étudié pendant de longues années en Espagne, et San Martín, enfin, avait passé la majeure partie de sa vie adulte à faire la guerre en Espagne contre les Français : quand il faisait allusion à ses ennemis, il les appelait royalistes ou Goths, jamais Espagnols.
Selon ces historiens, la révolution espagnole contre l’absolutisme vint se greffer sur la guerre d’indépendance espagnole. Charles IV était vu comme un roi au pouvoir absolu, et Ferdinand VII, en regard de son père, pouvait donner la fausse impression à beaucoup d’Espagnols qu’il sympathisait avec les idées nouvelles des Lumières. Ainsi, les révolutions déclenchées dans les Amériques au nom de Ferdinand VII (comme la révolution de Mai, la Révolution de Chuquisaca, ou la révolution chilienne) auraient-elles, selon cette théorie, visé à remplacer le pouvoir absolu par un régime inspiré des idées nouvelles. Bien que l’Espagne fût en guerre avec la France, les idéaux de la Révolution française, tels que condensés dans sa devise, étaient néanmoins tenus en honneur par les progressistes espagnols. Ces révolutions, quoique se proclamant elles-mêmes ennemies de Napoléon, n’eurent à affronter de la part des Français aucune attaque militaire active ; elles donnèrent lieu au contraire à des affrontements entre combattants espagnols pour le maintien de l’ordre ancien ou pour l’avènement d’un ordre nouveau. Cette situation devait changer avec la défaite définitive de Napoléon et le retour sur le trône de Ferdinand VII, celui-ci s’employant en effet à restaurer l’absolutisme et à persécuter en Espagne les tenants des nouvelles idées libérales. Pour la population d'Amérique du Sud, continuer de faire partie de l’Empire espagnol, fût-ce dans une relation nouvelle avec la métropole, avait cessé d’être une option envisageable : les seules possibilités qui s’offraient désormais étaient soit le retour à l’absolutisme, soit l’indépendance.

## Postérité

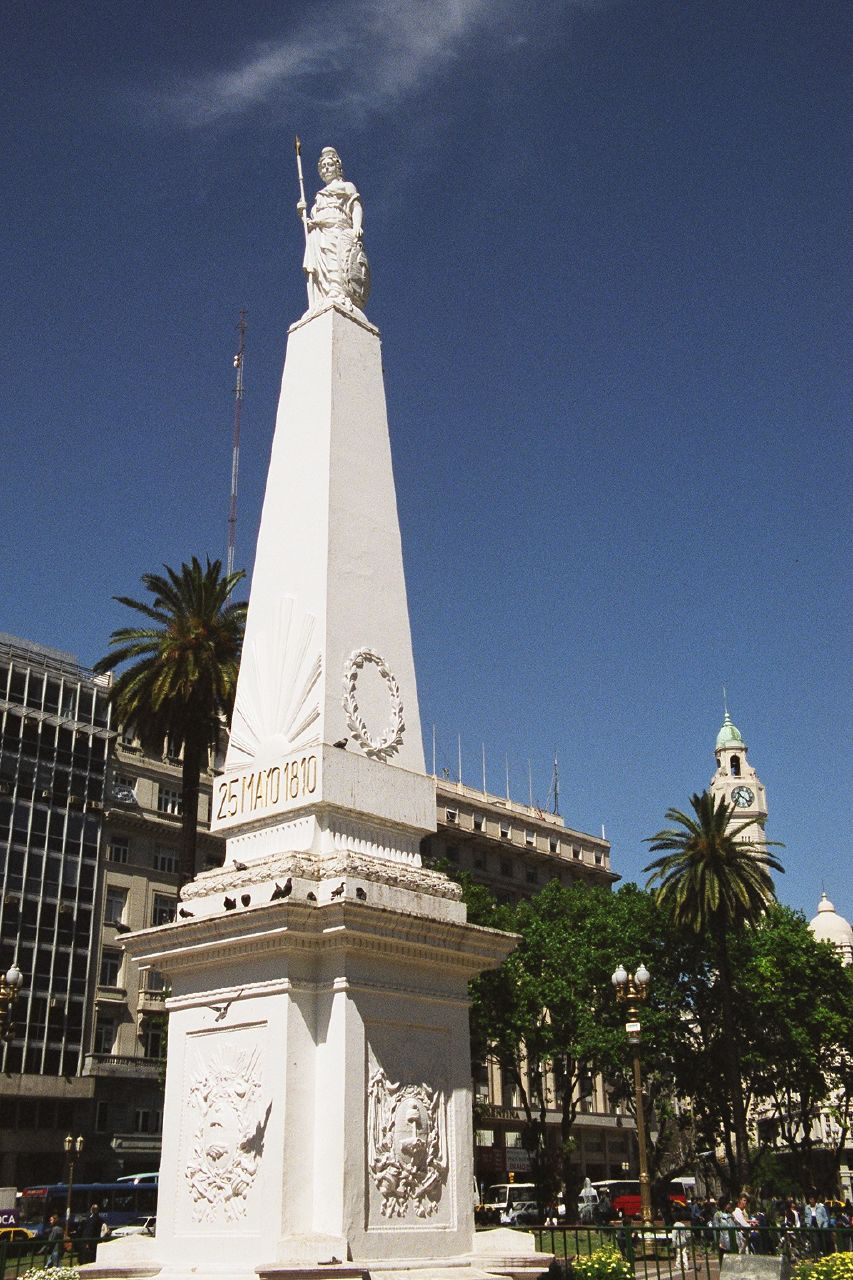
La pyramide de Mai, monument commémoratif se dressant sur la place de Mai à Buenos Aires.

Le 25 mai, date de la constitution du premier gouvernement patriote, est commémoré chaque année comme un événement patriotique en Argentine, avec le statut de fête nationale, reconnu par la loi 21.329. Il s’agit d’un jour férié inamovible, c'est-à-dire tombant toujours exactement le 25 mai, indépendamment du jour de la semaine.
Si la date du 25 mai fut proclamée date patriotique en 1813, la déclaration d’indépendance de l’Argentine, survenue le 9 juillet 1816, a fourni une fête nationale alternative. Durant la guerre civile argentine, le choix de la fête nationale opposait Buenos Aires et les provinces, la date du 25 mai renvoyant en effet à Buenos Aires et celle du 9 juillet se rapportant au pays dans son ensemble. Ainsi Bernardino Rivadavia, appartenant au parti unitaire, supprima-t-il la célébration du 9 juillet, tandis que le fédéraliste Juan Manuel de Rosas la réinstitua, sans pour autant renoncer au 25 mai. En 1880, avec la fédéralisation de Buenos Aires, la connotation locale disparut et la révolution de Mai prit la signification de naissance de la nation argentine.

### Hommages et commémorations
Le centenaire et le bicentenaire de la révolution de Mai furent célébrés respectivement en 1910 et 2010. Pour honorer l’événement, le nom, la date, de même qu’une image générique du Cabildo de Buenos Aires, ont été, sous diverses variantes, mis à contribution. Les cas les plus notoires sont l’avenue de Mai (en espagnol Avenida de Mayo) et la place de Mai (Plaza de Mayo) à Buenos Aires, toutes deux à proximité du Cabildo. Une pyramide de Mai (Pirámide de Mayo) fut érigée sur cette dernière un an après la révolution, et reconstruite en sa forme actuelle en 1856. Plusieurs villes, subdivisions administratives, lieux publics et entités géographiques en Argentine ont été baptisés Veinticinco de Mayo (Vingt-cinq mai). Des départements portant ce nom se rencontrent dans les provinces de Chaco, Misiones, San Juan, Río Negro et Buenos Aires, cette dernière comprenant par ailleurs une ville dénommée Veinticinco de Mayo. Les villes de Rosario (Santa Fe), Junín (Buenos Aires) et de Resistencia (Chaco) possèdent une place de ce nom. L’Île du Roi-George, objet de revendications de souveraineté de la part de l’Argentine, de la Grande-Bretagne et du Chili, en tant que partie intégrante resp. de l’Antarctique argentin, du Territoire antarctique britannique et du Territoire antarctique chilien, est nommée par l’Argentine Isla 25 de Mayo.
Les pièces de monnaie de 25 centavos portent l'effigie commémorative du Cabildo, et celles de 5 centavos sont ornées d’une représentation du Soleil de Mai (Sol de Mayo). Une image du Cabildo, sous l’aspect qu’il présentait pendant la Révolution, se trouvait reproduite sur l’envers des billets de 5 pesos de l’ancien Peso Moneda Nacional.

### La révolution de Mai dans la culture argentine
En raison du statut de date patriote du 25 mai, la révolution de Mai fait chaque année en Argentine l’objet de nombreux articles dans des revues de jeunesse, p.ex. dans Billiken, ainsi que d’évocations dans les manuels scolaires de l’enseignement primaire. Ces publications ont tendance à omettre certains aspects de l’événement historique qui, par leur violence ou portée politique, pourraient sembler inappropriés aux mineurs d’âge, aspects tels que le taux élevé de détention d’armes de la population à cette époque (séquelle des préparatifs contre la deuxième invasion anglaise) ou que la lutte des classes entre criollos et Espagnols péninsulaires. La révolution est au contraire dépeinte comme un événement exempt de violence, destiné à survenir inévitablement d’une manière ou d’une autre, et l’accent est mis sur des aspects secondaires, tels que le temps qu’il faisait ce 25 mai, s’il pleuvait ou non, ou si l’usage de parapluies était largement répandu ou limité à une minorité.

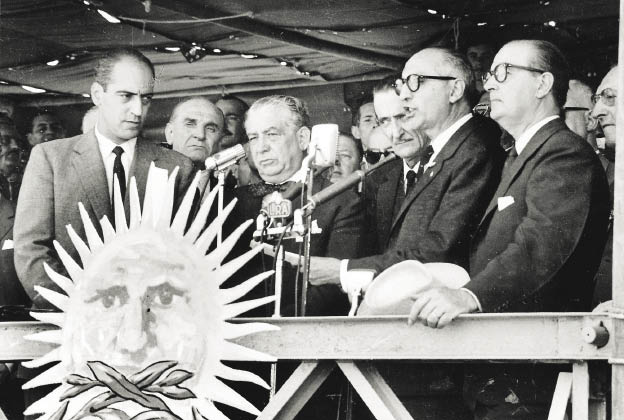
Le président Arturo Frondizi lors d’une manifestation pour le anniversaire de la révolution de Mai.

Le centenaire de la Révolution a fait naître un grand nombre d’œuvres d'art ayant l’événement pour sujet et de représentations imagées de celui-ci. Le peintre chilien Pedro Subercaseaux réalisa, sur sollicitation d'Adolfo Carranza, de nombreux tableaux sur le sujet, notamment le Cabildo ouvert du 22 mai 1810, Mariano Moreno écrivant à sa table de travail, l’Embrassade de Maipú entre San Martín et Bernardo O'Higgins, et la Première Exécution de l’hymne national argentin le 11 mai 1813. Beaucoup de ces œuvres devaient plus tard s'élever au rang d'images canoniques. Le centenaire est également à l’origine d’un précoce film muet intitulé La Revolución de Mayo, tourné en 1909 par Mario Gallo, et dont la première eut lieu en 1910. Ce film fut le premier film de fiction argentin réalisé avec des acteurs professionnels.
Parmi les chansons inspirées des événements de Mai, sont à signaler en particulier : le Candombe de 1810 ; El Sol del 25, sur des paroles de Domingo Lombardi et James Rocca, interprété par le chanteur de tangos Carlos Gardel ; Salve Patria, d'Eugenio Cárdenas et de Guillermo Barbieri ; Gavota de Mayo, composé par Peter Berruti, sur une musique folklorique.
Le roman d'Andrés Rivera (en), La Revolución es un Sueño Eterno (litt. la Révolution est un songe éternel), paru en 1987, apporte, par le biais de la fiction littéraire, une analyse particulière de la révolution de Mai. Le récit est constitué des carnets imaginaires de Juan José Castelli, qui fut jugé pour sa conduite dans la désastreuse première campagne du Haut-Pérou. À travers le compte rendu imaginaire fait par un Castelli mortellement malade, Rivera critique l’histoire officielle et la nature de la Révolution.
Le bicentenaire de 2010 fut moins fécond en œuvres traitant de la révolution que ne l’avait été le centenaire. Il parut toutefois un grand nombre d’ouvrages touchant de près à l’événement, tels que 1810 de Felipe Pigna, Enigmas de la historia argentina de Diego Valenzuela, Hombres de Mayo de Ricardo de Titto, et Historias de corceles y de acero de Daniel Balmaceda.